# Monza
Monza (, AFI: /ˈmonʦa/; Monscia in dialetto monzese, [ˈmũːʃa]) è un comune italiano di 123 276 abitanti, capoluogo della provincia di Monza e della Brianza, nella regione Lombardia. 
È centro di una delle aree più produttive d'Europa ed è il terzo comune della regione per popolazione, preceduto da Milano e Brescia. 
La città inoltre è famosa per l'Autodromo Nazionale situato all'interno del Parco di Monza e per la presenza della Corona Ferrea, conservata nel Museo cittadino, utilizzata per l'incoronazione di alcuni re del Regno d'Italia.  

## Geografia fisica

### Territorio

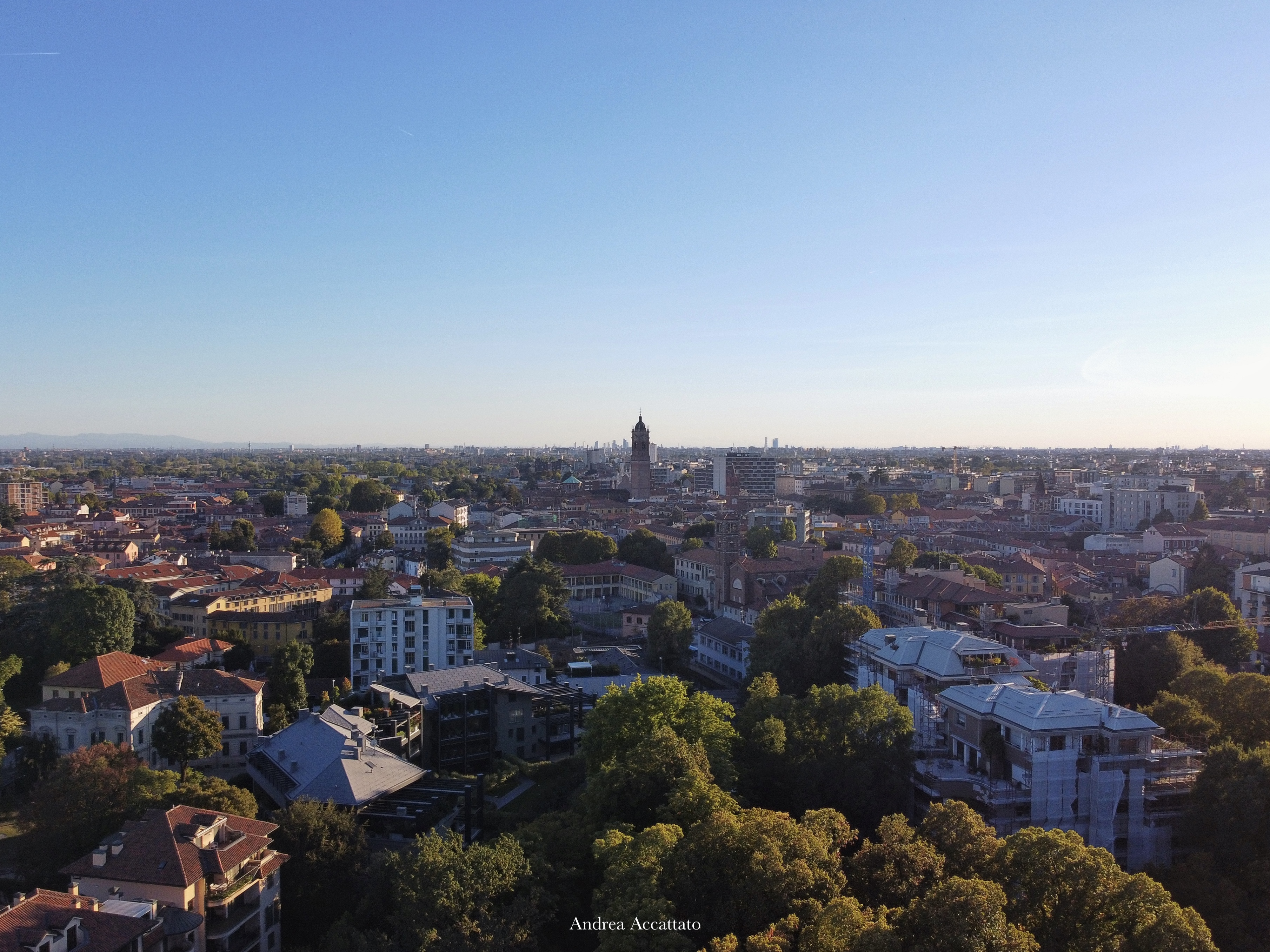
Panorama di Monza nel settembre 2022

Il suo territorio è attraversato da nord a sud dal fiume Lambro. All'ingresso a nord nel centro storico, fra le vie Zanzi e Aliprandi, una biforcazione del fiume creata artificialmente a scopo difensivo nei primi decenni del XIV secolo dà luogo al Lambretto, che si ricongiunge al corso principale del Lambro alla sua uscita a sud dall'antica cerchia delle mura (oggi interamente demolite). Un altro corso d'acqua, anch'esso artificiale, è il Canale Villoresi, realizzato nel XIX secolo, che attraversa il territorio di Monza da ovest a est incrociando il Lambro al confine settentrionale del quartiere San Rocco. L'architetto e designer Gualtiero Galmanini è stato autore dei piani urbanistici della città di Monza nel XX secolo.
L'idrografia di Monza e della zona dei comuni confinanti è particolarmente complessa, sia per cause naturali, vista la cospicua presenza di fiumi, torrenti e fontanili, che formano un vero e proprio groviglio idrico, sia per questioni legate ai lavori di canalizzazioni e di deviazione dei corsi d'acqua eseguite dall'uomo, aventi il proprio inizio durante l'epoca romana, che hanno portato alla realizzazione di numerose rogge, canali e laghi artificiali. Visto che l'acqua è abbondante e facilmente raggiungibile, nel Monzese gli antichi Romani non realizzarono mai acquedotti.

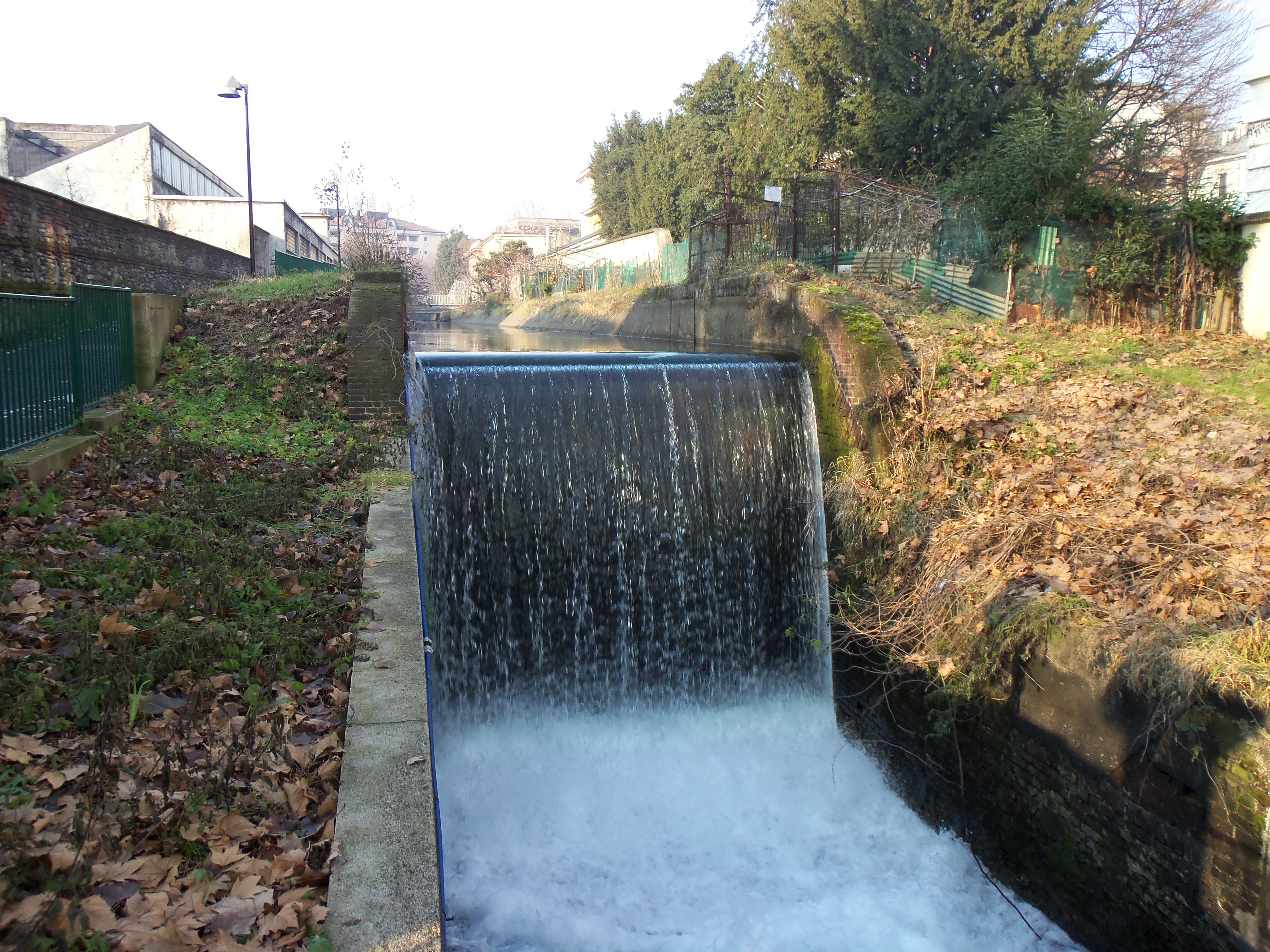
Stramazzo sul Canale Villoresi nell'attraversamento di Monza.

I corsi d'acqua più importanti che interessano Monza e i comuni limitrofi sono i fiumi Lambro, Adda e Seveso, i torrenti Molgora, Certesa, Molgoretta, e il Canale Villoresi.

### Clima

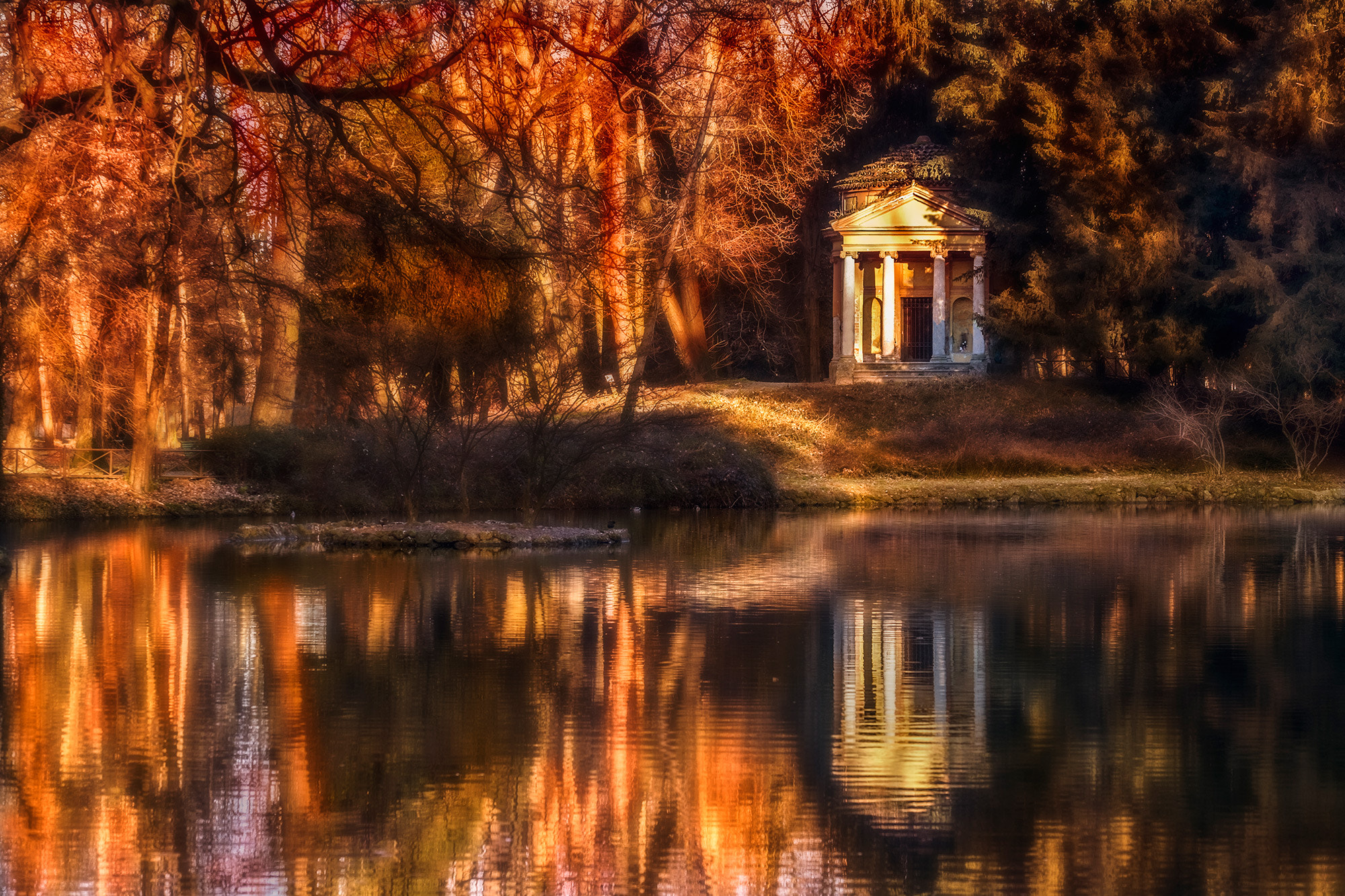
I Giardini Reali della Reggia di Monza in una foto dell'autunno 2015

Monza è situata nel bacino della Pianura Padana ed è caratterizzata da un clima subcontinentale con una escursione termica annua minore di quella riscontrabile nelle città della bassa pianura padana, a causa della sua altitudine e della vicinanza alle Alpi.
Monza, al contrario della gran parte della Pianura Padana, ha un minore tasso di umidità che si attesta al 70%.
Gli inverni monzesi sono quindi molto più freddi rispetto a quelli delle città costiere, senza però raggiungere gli estremi tipici dell'Europa centrale grazie alla latitudine più meridionale e alla protezione fornita dalla catena delle Alpi. Le estati invece sono calde e decisamente afose.
Nel complesso le precipitazioni nell'area monzese sono ben distribuite nel corso dell'anno anche se la stagione invernale registra periodi relativamente lunghi senza precipitazioni, con un minimo di circa 40 mm a febbraio. Le stagioni intermedie sono piovose, specialmente il medio autunno e la primavera.
Prima degli anni novanta le nevicate invernali erano frequenti. Considerando il periodo che va dagli anni sessanta agli anni novanta del XX secolo, la "media nivometrica" della città di Monza (ovvero i centimetri totali medi annui di accumulo nevoso) è più bassa di quella di alcune città del nord-ovest e dell'Emilia (come Piacenza, Parma, Bologna, Torino), ma più elevata di altre città del nord-est (come Udine, Verona, Venezia) fermandosi a 25,2 cm annui in città.
Gli estremi termici di Monza sono generalmente di 30 °C le massime e le minime i -2 °C.
Di seguito è riportata la tabella con le medie climatiche e i valori massimi e minimi assoluti registrati nel trentennio 1971-2001 e pubblicati nell'Atlante Climatico d'Italia del Servizio Meteorologico dell'Aeronautica Militare relativo al citato trentennio.
| Monza               | Mesi | Mesi | Mesi | Mesi | Mesi | Mesi | Mesi | Mesi | Mesi | Mesi | Mesi | Mesi | Stagioni | Stagioni | Stagioni | Stagioni | Anno  |
| Monza               | Gen  | Feb  | Mar  | Apr  | Mag  | Giu  | Lug  | Ago  | Set  | Ott  | Nov  | Dic  | Inv      | Pri      | Est      | Aut      | Anno  |
| ------------------- | ---- | ---- | ---- | ---- | ---- | ---- | ---- | ---- | ---- | ---- | ---- | ---- | -------- | -------- | -------- | -------- | ----- |
| T. max. media (°C)  | 4,9  | 7,8  | 13,1 | 17,8 | 22,1 | 25,9 | 28,5 | 27,2 | 23,6 | 17,1 | 10,7 | 6,1  | 6,3      | 17,7     | 27,2     | 17,1     | 17,1  |
| T. min. media (°C)  | −1,2 | 0,5  | 3,9  | 7,6  | 11,6 | 15,3 | 17,6 | 17,0 | 14,1 | 9,0  | 4,1  | 0,2  | −0,2     | 7,7      | 16,6     | 9,1      | 8,3   |
| Precipitazioni (mm) | 60   | 61   | 77   | 93   | 101  | 101  | 75   | 96   | 87   | 116  | 108  | 69   | 190      | 271      | 272      | 311      | 1 044 |

## Origine del nome

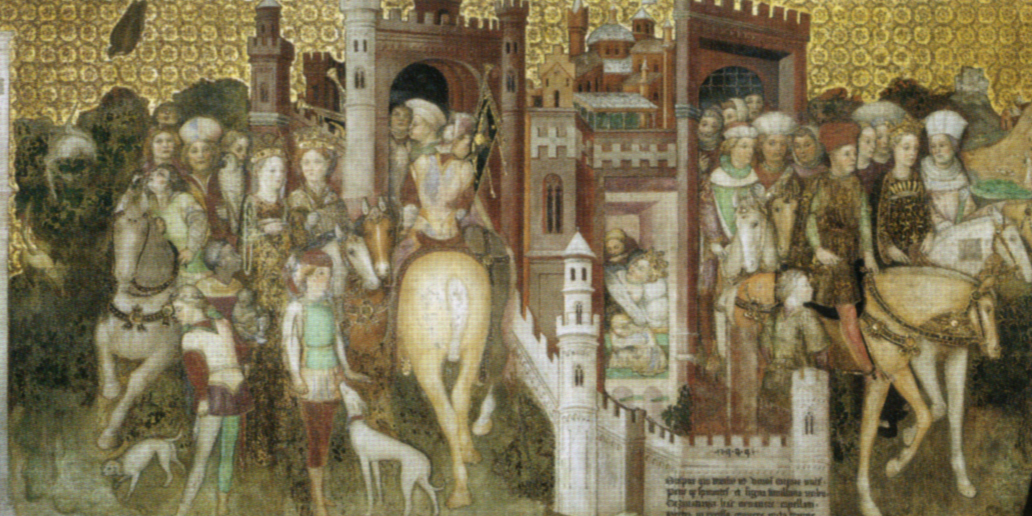
Sogno e partenza di Teodolinda
dagli affreschi della cappella di Teodolinda
Duomo di Monza.

Secondo una leggenda, la regina Teodolinda, per riposarsi durante una battuta di caccia del re e della corte longobarda, si addormentò lungo la riva del fiume Lambro. In sogno avrebbe visto una colomba, simbolo dello Spirito santo, che le avrebbe pronunciato la parola modo, ad indicare che avrebbe dovuto dedicare quel luogo a Dio. 
La regina a quel punto avrebbe risposto etiam, indicando la sua piena accondiscendenza al volere divino. 

Dall'unione delle due parole modo ed etiam sarebbe poi quindi nato il nome della città: Modoetia.
L'episodio è narrato, insieme ad altri della vita della regina, nel ciclo di affreschi, eseguito nel XV secolo dai fratelli Zavattari, che decora interamente le pareti della Cappella di Teodolinda nel Duomo di Monza.

## Storia

### Epoca celtica

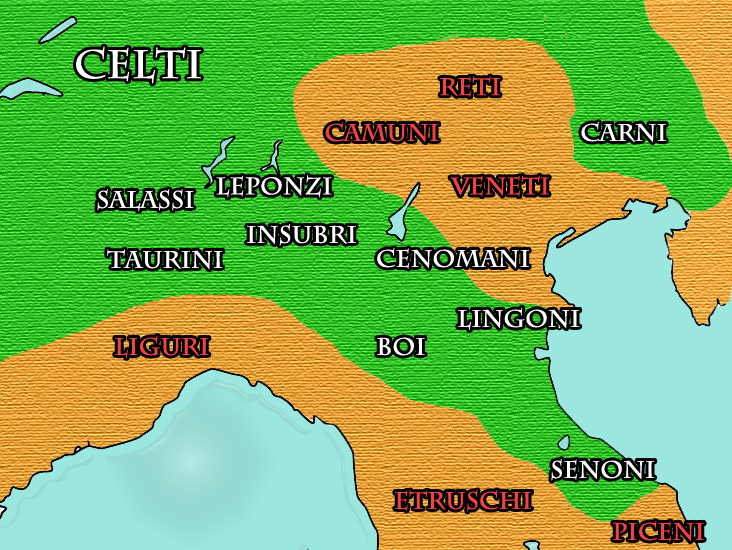
Popolazioni celtiche (in verde) della Gallia cisalpina

Urne e corredi funerari, armi, lucerne, spilloni, vasellame vario: questi ritrovamenti databili all'età del bronzo (circa II millennio a.C.) sono state scoperti sia nella provincia monzese che nell'attuale città sul finire del XX secolo: questi ritrovamenti oggi sono conservati nei depositi dei Musei Civici.
Documentata è anche la sicura presenza nella regione di comunità socialmente organizzate di origine celtica.
Infatti la tribù celtica degli Insubri, valicate le Alpi, si era stabilita intorno a Mediolanum (Milano), dividendosi in numerosi villaggi, tra cui quello che sarebbe diventata l'odierna Monza.
Plinio il Vecchio descrive gli abitanti della zona come dediti alla pastorizia e all'agricoltura di rape, frumento e vite. Fiorente era l'allevamento di maiali grazie all'abbondanza di boschi di querce.

### Epoca romana
Nell'anno 222 a.C. i consoli romani Gneo Cornelio Scipione Calvo e Marco Claudio Marcello sottomisero i Celti insubri che tuttavia, pochi anni più tardi, si sollevarono all'arrivo di Annibale (218 a.C.).
Tornata nell'orbita di Roma nei primi decenni del II secolo a.C., la Gallia Cisalpina fu integrata con un diffuso insediamento di coloni e ottenne da Giulio Cesare la cittadinanza romana nel 49 a.C. (Lex Roscia).

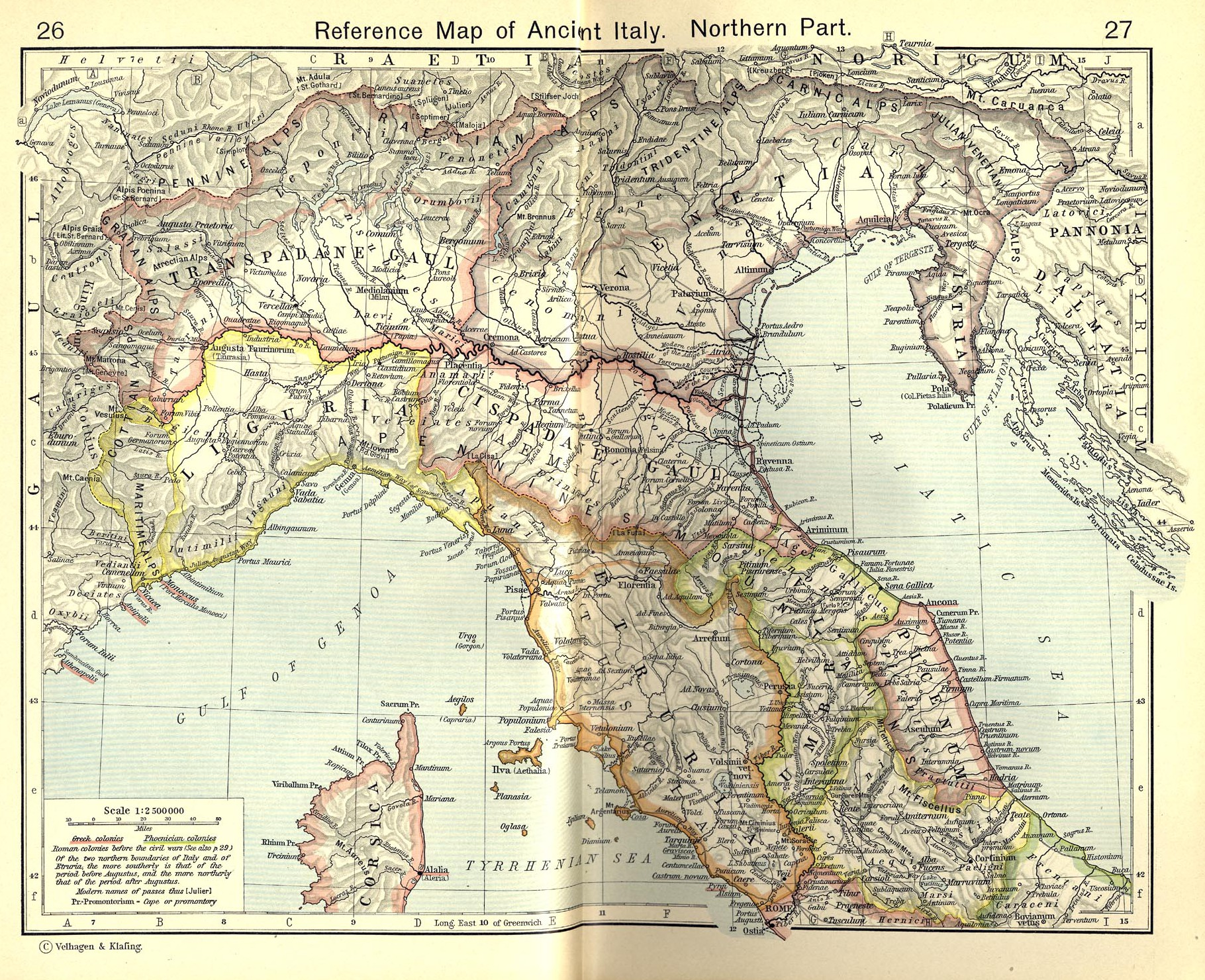
Regio XI Augustea
Gallia transpadana

Nella ripartizione di Augusto Modicia era inclusa nella Regio XI, il cui territorio corrispondeva all'antica Gallia Transpadana.
La città non era un municipio autonomo in quanto per la relativa vicinanza dipendeva dal municipio di Mediolanum; nodo stradale importante per le vie che collegavano Milano a Como e a Bergamo, la sua importanza cominciò a manifestarsi dalla fine del III secolo anche se il luogo continuò a mantenere un carattere essenzialmente agricolo.
Il nome latino della città era probabilmente Mòdicia (come testimonia la dedica incisa su di un'ara del II secolo dedicata ad Ercole dagli Juvenes Modiciates) anche se non lo si ritrova menzionato nei documenti né di età repubblicana, né imperiale.
Dai ritrovamenti archeologici si è trovato che il nucleo principale della città era sulla sponda destra del fiume Lambro verso il Duomo, e un secondo nucleo, forse più tardo, era sulla sponda sinistra verso l'odierna chiesa di San Maurizio.
Le due zone erano collegate dall'unico monumento tuttora rimasto della Monza romana: il ponte sul fiume Lambro detto "di Arena".
Il ponte sarebbe così chiamato perché si trovava nelle vicinanze di un luogo in cui i giovani praticavano attività ginnico-sportive; un'altra ipotesi si riferisce invece alla possibile esistenza di un piccolo anfiteatro, sulla riva sinistra del fiume, come suggerito dalla curva ellittica descritta dall'andamento dell'attuale via Vittorio Emanuele II.
Il ponte (che fu demolito nel XIX secolo per far posto all'odierno ponte dei Leoni) era lungo 70 m e largo 4, era composto di sette archi ribassati in cotto e serizzo, uno dei quali è tuttora visibile. Da qui passava la strada che da Milano conduceva a Lecco e a Bergamo.

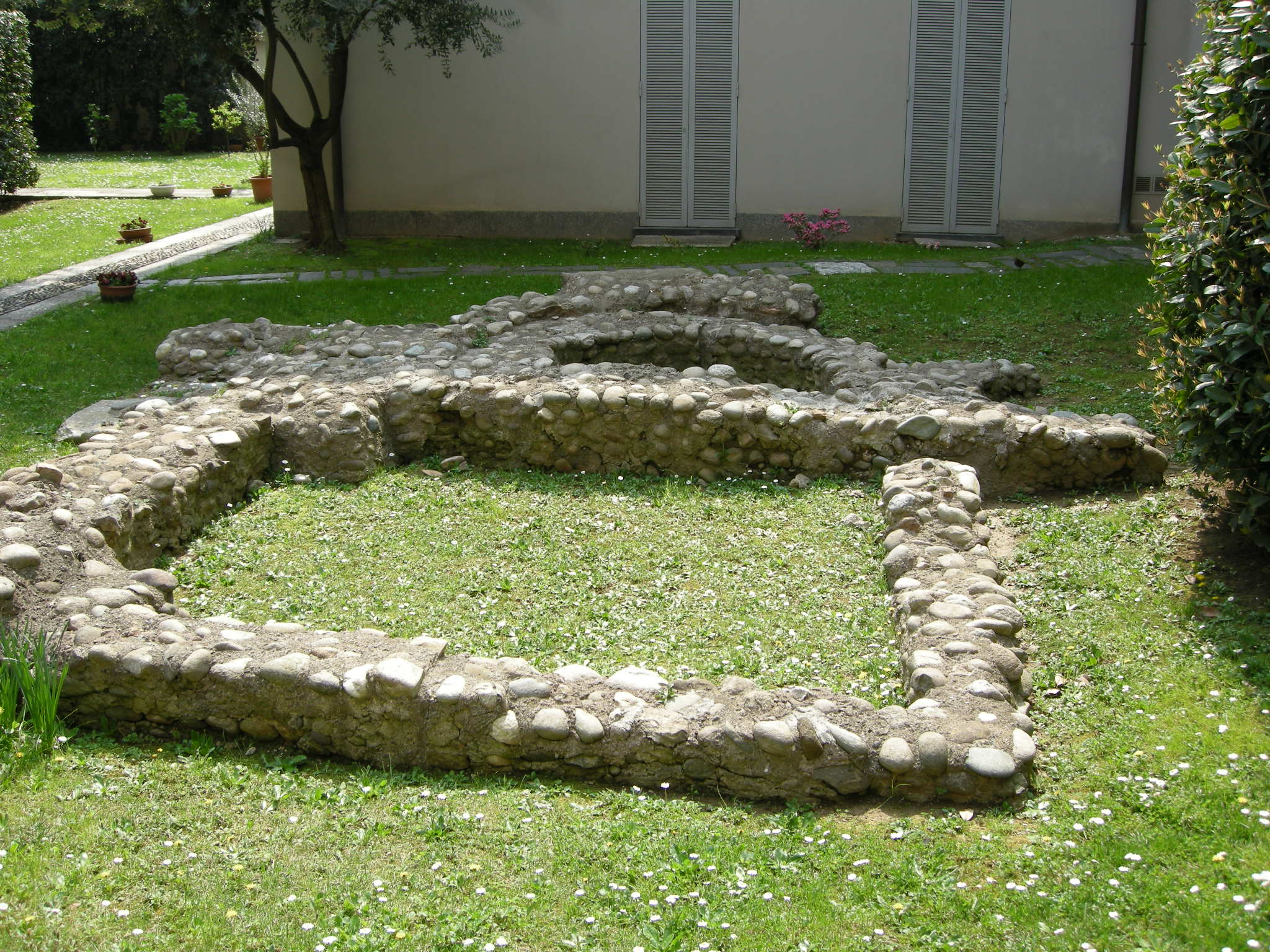
Ninfeo tardo romano
presso la Casa dei Decumani.

Della Monza romana sono rimaste varie testimonianze quali ceramiche, grezze o dipinte, di uso quotidiano, are dedicate a Giove, Ercole e Mercurio, iscrizioni, sarcofagi, lapidi sepolcrali ed epigrafi di militari, commercianti e piccoli proprietari, spesso dai nomi celtici romanizzati.
Le fondazioni di un ninfeo tardo romano sono state risistemate nel giardino della cosiddetta casa dei Decumani, poco lontano dal luogo del ritrovamento avvenuto ad est della cappella del Rosario del Duomo.
In una zona non molto distante poteva anche trovarsi un'area sepolcrale, poiché i relativi materiali lapidei di recinzione furono reimpiegati come pilastri della stessa casa dei Decumani.
Nell'ultimo periodo della decadenza dell'impero, nel 402, i Goti di Alarico saccheggiarono la regione Transpadana.

### Epoca medioevale
Alla disgregazione dell'impero romano Monza condivide le vicende dell'intera Italia che subisce lo stanziamento di nuovi popoli.
Dapprima gli Eruli di Odoacre, che depone l'ultimo imperatore romano (476).
Quindi gli Ostrogoti di Teodorico (493), che sceglie proprio Monza come una delle sue residenze e vi fa costruire un proprio Palatium magnum. Purtroppo del palazzo di Teodorico, peraltro menzionato da Paolo Diacono nella sua Historia Langobardorum, non è rimasta traccia apparente.
Poi la guerra mossa da Giustiniano contro i Goti che porta alla riconquista bizantina dell'Italia (553).
Infine l'arrivo in Italia dei Longobardi (568), guidati dal loro re Alboino: la conquista longobarda si estenderà a larga parte del territorio italiano (Langobardia Maior e Langobardia Minor) e comporterà un ruolo storicamente importante per la città di Monza (Modoetia).

La Corona ferrea
Monza, Museo del Duomo.

I domini longobardi alla morte di Agilulfo (616).

Non si hanno notizie storiche su Monza per tutto il periodo che intercorre tra la morte di Teodorico ed il regno di Autari che invece sarà, insieme a quello del suo successore Agilulfo, molto importante politicamente per la città.
Autari, terzo re in Italia dei Longobardi, aveva sposato, nel 589, Teodolinda, principessa cattolica bavarese, figlia del duca Garibaldo e di Valdrada principessa della stirpe longobarda dei Letingi.
Morto improvvisamente Autari nel 590, Teodolinda sposò in seconde nozze il duca di Torino, Agilulfo, incoronato re d'Italia. La coppia regale stabilì a Milano la propria capitale e a Monza la residenza estiva; Teodolinda si fece allora costruire un ricco palazzo a Monza. Anche di questa residenza regale non è rimasta traccia, se non nell'iscrizione sull'Evangeliario donato dalla regina alla chiesa di San Giovanni.

Teodolinda fece anche costruire, nel 595, vicino al suo palazzo e sulla riva del fiume Lambro un oraculum, cioè un luogo di preghiera, presto ampliato e dotato di molti ornamenti d'oro e d'argento: la prima basilica di San Giovanni Battista, adiacente al Palazzo Reale. Tutto ciò secondo la testimonianza dello storico longobardo Paolo Diacono (VIII secolo), che nella sua Historia Langobardorum scrisse: 
Vestigia del tempio teodolindeo, quali muri del VI secolo, iscrizioni, lastre decorate a soggetto religioso si trovano tuttora a far parte dell'odierno Duomo, che forse ne comprende alcune navate. A lato dell'abside rimane anche una torre longobarda usata più tardi come campanile della Basilica e forse in origine posta a difesa dell'adiacente Palazzo Reale.

Evangeliario di Teodolinda
Museo e tesoro del duomo di Monza.

Papa Gregorio Magno, grazie all'influenza della regina, sostenne la conversione al cattolicesimo del popolo longobardo, ancora in gran parte pagano o ariano. Per incoraggiare e confermare la fede del popolo il papa donò una serie di oggetti di culto, molti dei quali, carichi di valore storico ed artistico, sono ancora oggi conservati nel museo del Duomo, insieme anche a numerosi oggetti d'arte di questo popolo: tra questi l'Evangeliario di Teodolinda, che papa Gregorio Magno donò nel 603 alla regina dei Longobardi.
Teodolinda morì nel 627 e venne sepolta nell'Oraculum.. Nel 1308 i suoi resti furono trasferiti in un sarcofago nella Cappella a lei dedicata.
Dopo Teodolinda la Chiesa monzese andò assumendo un'importanza spirituale e temporale sempre maggiore. A suo capo fu posto un "Diacono custode" (che successivamente, nell'anno 879, divenne "Arciprete"). In questo periodo la Basilica monzese e le sue terre furono prima soggette a "Principi", cioè a feudatari inviati dai re longobardi residenti a Pavia.
Più tardi l'Arciprete di Monza giunse ad associare il potere temporale a quello spirituale.
Nell'anno 774 i Longobardi di Desiderio sono sconfitti dai Franchi di Carlo Magno che riceve la Corona ferrea nel 775.
In seguito la città entrò nei domini del Sacro Romano Impero, pur con ampi margini di autonomia, e infine, dall'XI secolo, entrò nell'orbita di Milano.
Monza è stata inoltre sotto la signoria dell'illustre casato dei Principi Morigia alleati dei Visconti.

### Epoca moderna
Libero comune nel XIII secolo, nel XIV secolo Monza entrò nei domini dei Visconti di Milano, dei quali seguì la sorte passando poi sotto il dominio della potente famiglia Durini di Milano in pieno periodo di occupazione spagnola. I Durini diedero alla città e a tutto il suo esteso territorio un impulso economico e culturale di grande rilievo, costruirono importanti edifici commissionati ai più importanti architetti del tempo, diedero vita a grandi campagne decorative nei loro palazzi così come nel Duomo, in cui operarono gli stessi artisti scelti dai Durini per il fastoso palazzo di Milano in via Durini. 
Vengono costruite le prime ville storiche monzesi.
Alla fine della guerra di successione spagnola (1713), il Ducato di Milano viene assegnato alla casa degli Asburgo d'Austria. Questo periodo storico corrisponde ad una stagione di rinascita della città, con un notevole sviluppo dell'agricoltura e dell'artigianato.

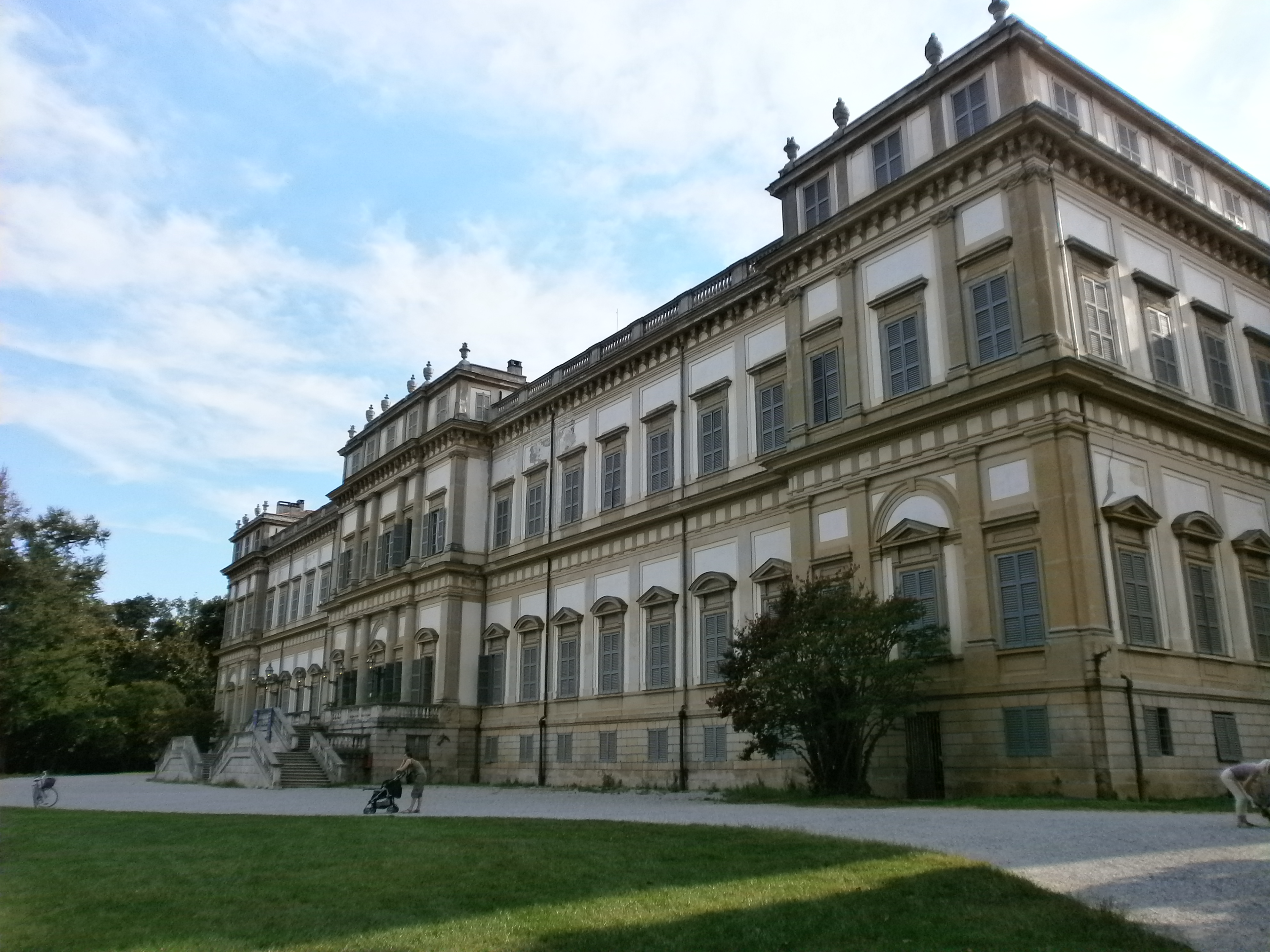
Facciata della Villa Reale di Monza verso i giardini da nord-est

L'imperatrice Maria Teresa fa edificare per il figlio Ferdinando, Governatore di Milano, la Villa Reale (1777-1780). La scelta di Monza era dovuta, oltre che alla bellezza del paesaggio, anche alla posizione strategica e al fatto di essere facilmente collegata a Vienna oltre che per la sua vicinanza con Milano. La costruzione è compiuta in tre anni dall'architetto folignate Giuseppe Piermarini. I Durini furono determinanti oltre che per i rapporti che tenevano con gli Asburgo e per il prestigio della loro corte che tenevano a Monza di artisti e intellettuali a influenzare la scelta di Maria Teresa d'Austria a portare proprio in questa città la corte asburgica, edificandovi così la villa arciducale, ora chiamata Villa Reale. I Durini dominarono la città e il suo territorio fino alla fine del regime feudale.

### Epoca contemporanea

#### Da Napoleone alla Seconda guerra mondiale
A conclusione della campagna d'Italia di Napoleone Bonaparte (1796) il Ducato di Milano viene ceduto alla Repubblica Francese ed entra poi a far parte della Repubblica Cisalpina (che, nel 1802, diverrà Repubblica Italiana).
Invisa ai francesi come simbolo del potere aristocratico, la Villa di Monza viene venduta per essere demolita, ma le proteste dei cittadini ne ottengono la salvezza anche se l'abbandono provoca il degrado del complesso.
Due terzi degli ori e degli argenti del famoso Tesoro della basilica monzese vengono consegnati alla zecca di Milano, che li trasforma in monete per "rimborsare" le spese di guerra francesi. Bonaparte si impossessa anche dei tesori della basilica e dei libri della Biblioteca capitolare che vanno ad arricchire la Biblioteca nazionale di Francia. Invece la Corona ferrea viene lasciata provvisoriamente a Monza.

Bandiera del Regno d'Italia napoleonico

Nel 1805 la Repubblica Italiana diventa Regno d'Italia con capitale Milano. 
Il 26 maggio 1805 la Corona ferrea è a Milano per l'incoronazione di Napoleone, che da solo se la pone in capo, proferendo la famosa frase "Dio me l'ha data, guai a chi la tocca". Napoleone istituisce anche l'Ordine della Corona del Ferro.
Monza riceve il titolo di città imperiale.
Viceré d'Italia è nominato Eugenio di Beauharnais che nell'agosto del 1805 si stabilisce nella Villa di Monza. L'edificio, restaurato, torna a vivere un nuovo brillante periodo e, in questa occasione, assume la denominazione di Villa Reale. Per dare alla città maggiore grandeur, nel 1811 il governo le annesse Lissone, Moncucco con Brugherio, Muggiò, Vedano, Villa San Fiorano e Sant’Alessandro.
Alla caduta del primo Impero (1815) l'Austria ottiene di annettersi i territori italiani del Regno Lombardo-Veneto, ma li governa oppressivamente con propri funzionari: Monza è inclusa nella provincia di Milano.
Per decreto dell'imperatore d'Austria Francesco I nell'anno 1816 Monza diviene ufficialmente una città. Nel 1818 l'arciduca Ranieri, viceré del Regno Lombardo-Veneto, torna ad utilizzare la Villa di Monza.
Il successivo imperatore d'Austria Ferdinando I si fa incoronare re del Lombardo Veneto a Milano con la Corona ferrea (6 settembre 1838) e, con l'occasione, estende vari benefici alla città.
L'artigianato della lavorazione della lana va decadendo mentre diventano sempre più importanti quella del feltro e la collegata industria del cappello.
Durante le cinque giornate di Milano (22-23 marzo 1848) anche Monza insorge cacciando la guarnigione austriaca del reggimento Geppert.
I patrioti monzesi, unitisi ai Lecchesi, combattono poi a Milano a porta Tosa (oggi porta Vittoria). Scacciati gli Austriaci, a Monza si forma una "Guardia cittadina" alla quale le donne monzesi regalano il vessillo.

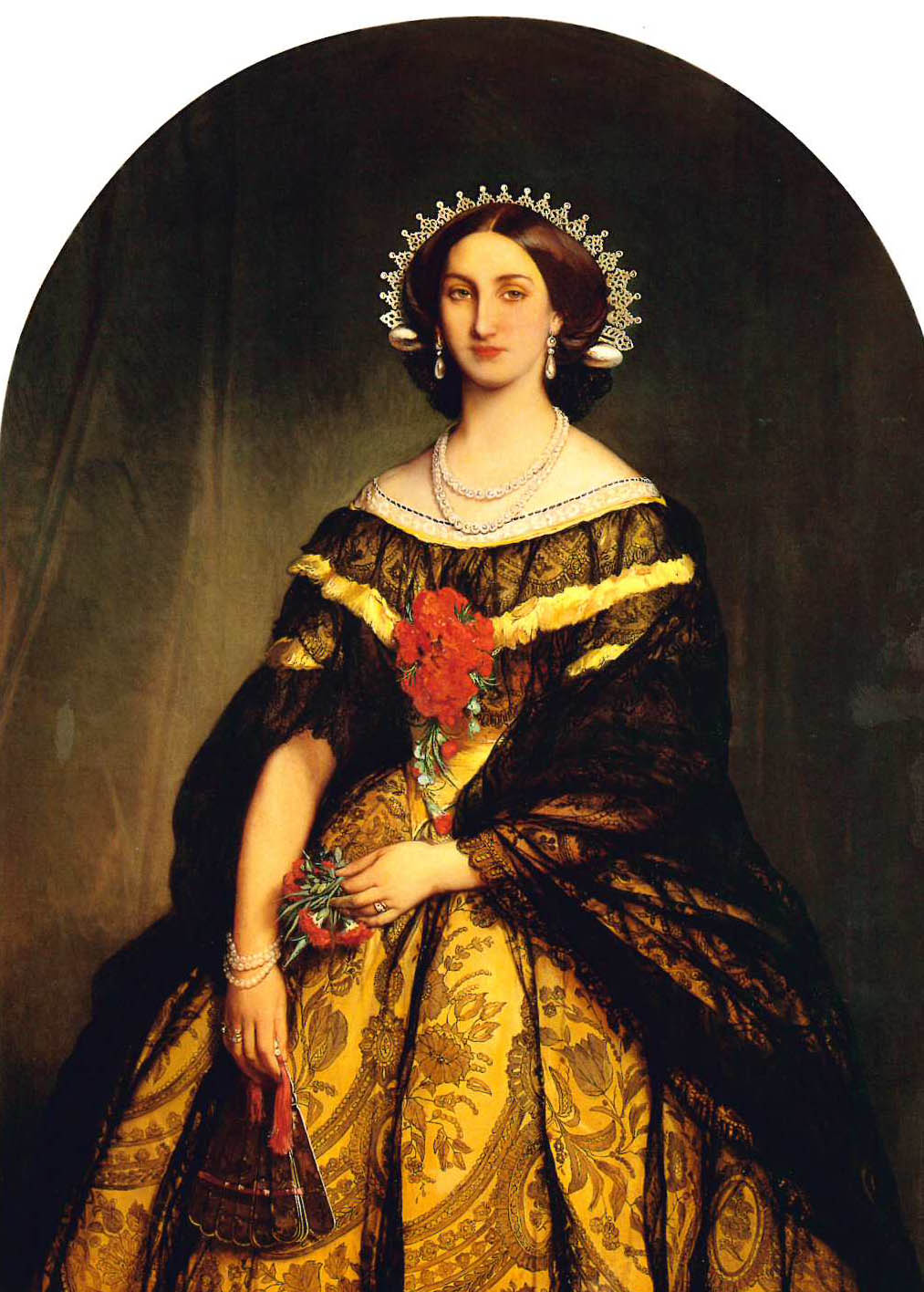
Carlotta del Belgio, consorte dell'arciduca Massimiliano, in costume della Brianza

Dopo la prima guerra di indipendenza, al ritorno degli austriaci nel 1849, il generale Radetzky e poi l'arciduca Massimiliano (fratello dell'imperatore Francesco Giuseppe e poi imperatore del Messico) si insediano nella Villa Reale.
La cosa che importava di più era, come al solito, il tesoro della basilica che, prelevato dal Generale Radetzky, era stato portato a Mantova nel 1849 ma restituito nello stesso anno.
Nel 1859, alla fine della seconda guerra di indipendenza, tutta la Lombardia è liberata dagli austriaci ed entra a far parte del Regno di Sardegna. Ma il tesoro e la Corona ferrea, dopo una sosta a Verona, dagli austriaci erano stati trasferiti a Vienna; il tutto ritornerà solennemente a Monza solo alla conclusione della terza guerra di indipendenza, il 6 dicembre 1866. E a Monza la Corona ferrea rimane definitivamente, con due sole eccezioni: nel 1878, quando, a Roma, è posta sul feretro di Vittorio Emanuele II e durante le due guerre mondiali quando è messa al sicuro in Vaticano.

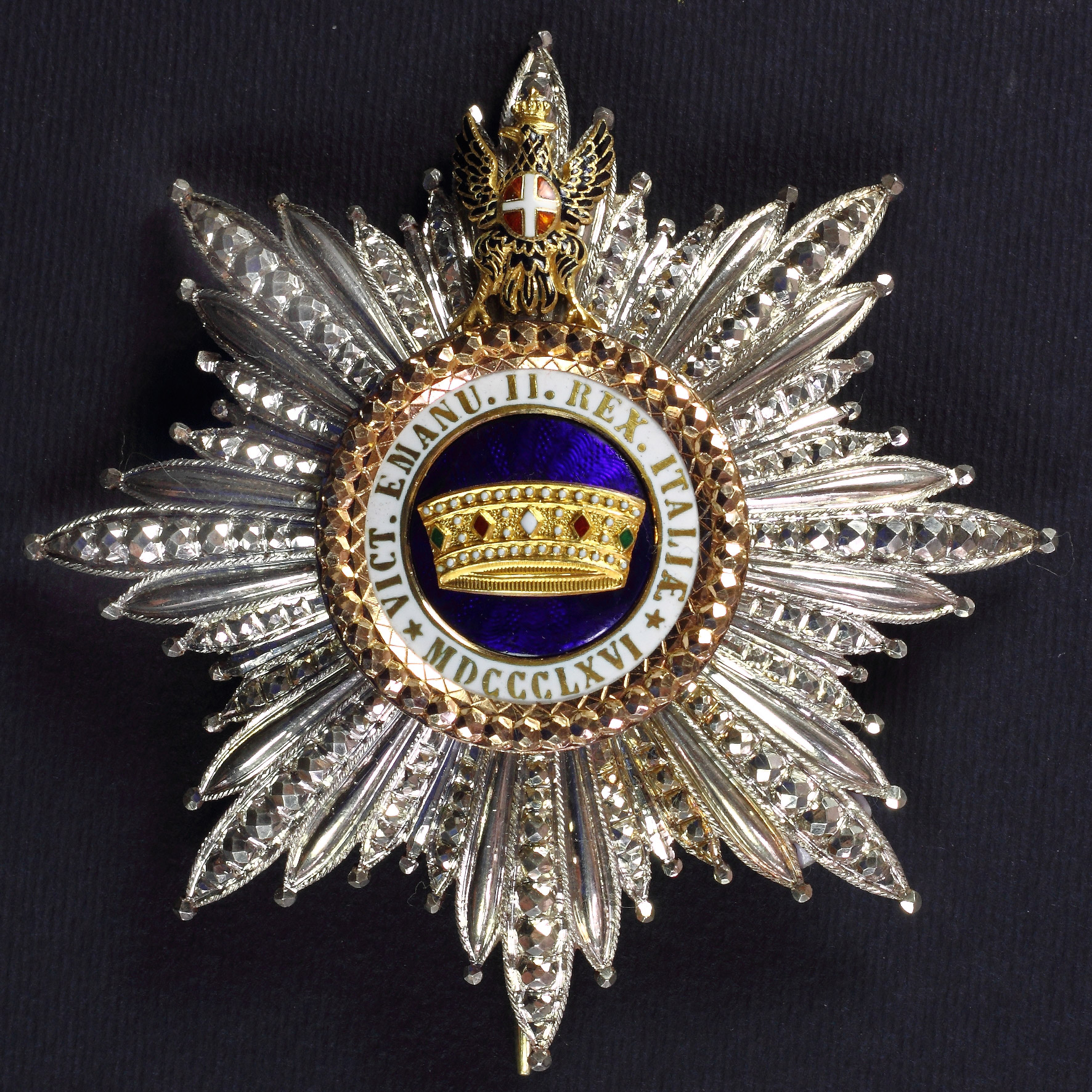
Stella dell'Ordine della Corona d'Italia

Nel 1861, all'indomani della proclamazione del Regno d'Italia, la città conta circa 25.000 abitanti.
Nel 1868 re Vittorio Emanuele II istituisce l'Ordine della Corona d'Italia nella cui insegna compare la Corona ferrea.
Già da secoli le acque del Lambro fornivano forza motrice all'attività dei numerosi mulini monzesi, di cui un esempio è il Mulino Colombo, e questa opportunità aveva favorito lo sviluppo di un artigianato cittadino. Dalla metà del XIX secolo si assistette alla trasformazione delle tradizionali attività artigianali, tessitura della seta, produzione di cappelli, tessitura del cotone, e, in Brianza, lavorazione del legno e produzione di mobili, in una moderna industria manifatturiera.
In particolare negli ultimi due decenni del secolo la fisionomia di Monza come città industriale si accentuò notevolmente. Avevano raggiunto una significativa importanza il settore tessile (cotonificio Fossati), quello legato alla meccanica (Officine meccaniche Alfredo Zopfi & C.) e all'elettricità (batterie Hensemberger), e soprattutto l'industria del cappello (cappellifici Cambiaghi, Valera e Ricci, Carozzi, Meroni, Paleari e Ferrario).
La produzione di cappelli si era imposta a Monza fin dal XVII secolo, quando era stato strappato a Milano il primato produttivo in virtù dei minori costi e dell'esenzione dai dazi cittadini, e negli ultimi decenni dell'Ottocento si era riconvertita in una fiorente industria manifatturiera di proporzioni europee.
L'importanza del settore per Monza fu tale che la città, nota allora come "Città del cappello", tra fine ottocento e inizio novecento divenne il principale centro di produzione di cappelli al mondo, sede della Federazione italiana dei cappellai e, dal 1921 al 1926, anche della Federazione internazionale dei cappellai, il sindacato internazionale dei lavoratori di categoria. L'industria entrò in crisi durante il ventennio fascista e non riuscì più a ricostituirsi nel dopoguerra, se non in piccole realtà.
Il 22 agosto 1891 fu inaugurato il primo ospedale monzese dedicato a san Gerardo, compatrono della città insieme a san Giovanni Battista, grazie anche alla cospicua donazione da parte del re Umberto I.
Al 31 dicembre 1895 Monza contava circa 37.500 abitanti stabili, con "31 strade interne" della lunghezza di circa 42 chilometri. Intorno a queste strade vi era la campagna che produceva frumento, mais, foraggi, patate, avena, segale ed ortaggi in genere. Altra fonte di ricchezza era l'allevamento dei bachi da seta (i bigatt) i cui bozzoli venivano lavorati dalle filande della Brianza.
Il 17 agosto 1899 venne fondato il settimanale cattolico "il Cittadino" (direttore l'avv. Filippo Meda), tuttora in attività.

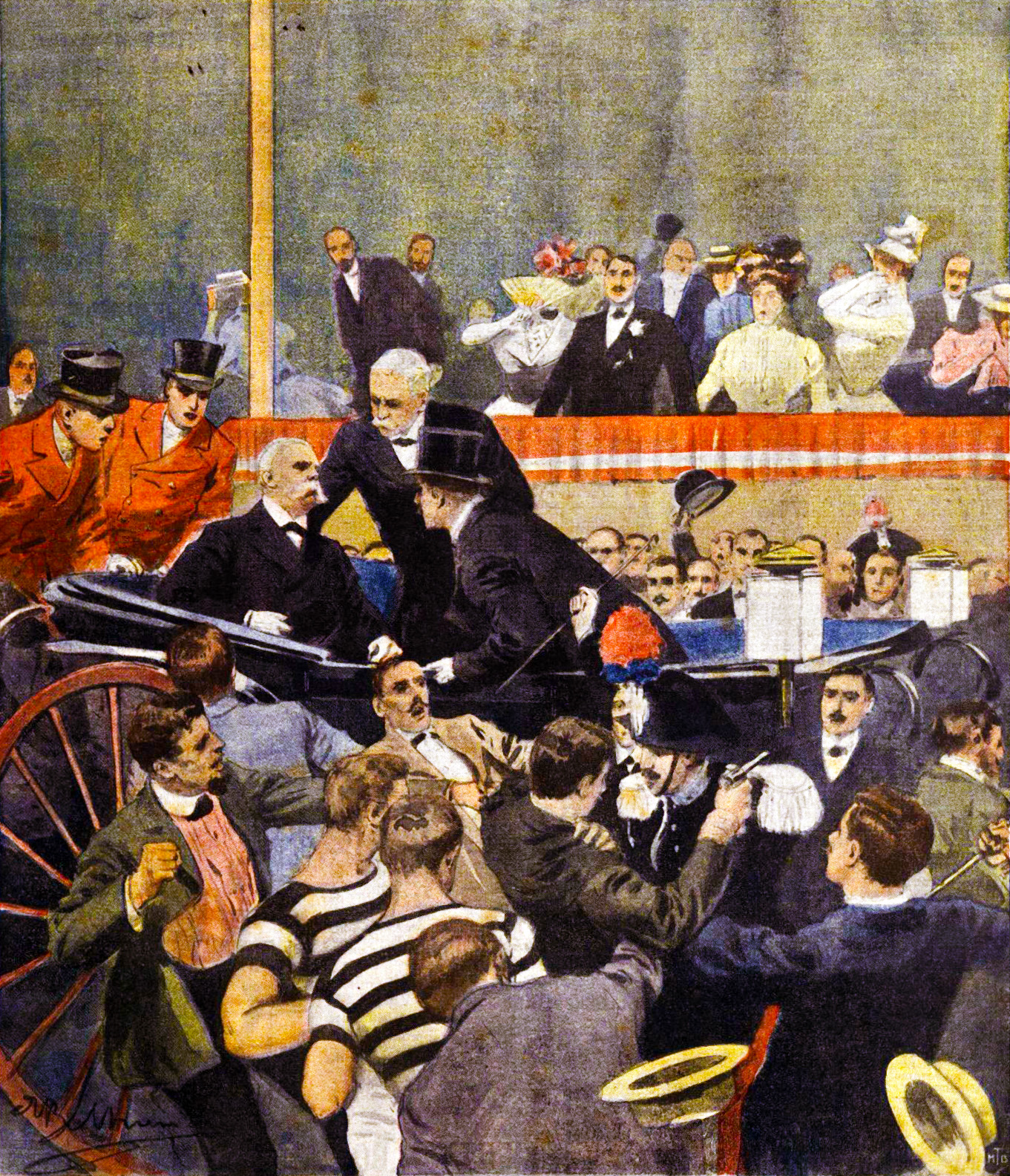
La famosa copertina della Domenica del Corriere, disegnata da Achille Beltrame, illustra l'uccisione a rivoltellate di Umberto I a Monza il 29 luglio 1900.

Il 29 luglio 1900 viene assassinato a Monza, per mano dell'anarchico Gaetano Bresci il re d'Italia Umberto I. Nel 1910 venne ultimata la Cappella Espiatoria, costruita per commemorare il decennale dell'uccisione di Umberto I.
All'inizio del secolo Monza conta 41.200 abitanti; nel 1911 è annoverata tra gli otto centri più industrializzati d'Italia. Le attività principali rimangono quelle legate alla lavorazione del cotone, alla meccanica e alle industrie dei cappellifici.
La prima guerra mondiale (1915-1918) ha coinvolto anche Monza come le altre città d'Italia; alla fine della guerra la città ha voluto ricordare i suoi seicento caduti con il grandioso monumento (1932) dello scultore E.Pancera, posto in piazza Trento e Trieste (l'antica piazza del mercato).
Nel periodo tra le due guerre mondiali l'assetto industriale della città non subì modifiche sostanziali, pur registrando notevoli incrementi nei volumi di produzione. Lo sviluppo edilizio conseguente fu notevole e talvolta disordinato; nel 1925 si cercò di mettere ordine in materia urbanistica con un apposito piano regolatore.
Furono abbattute le antiche costruzioni che sembravano di ostacolo, fu modificata l'antica piazza del mercato nell'attuale piazza Trento e Trieste in fronte alla quale fu costruito il nuovo Palazzo del Comune su disegno dell'architetto Brusconi.

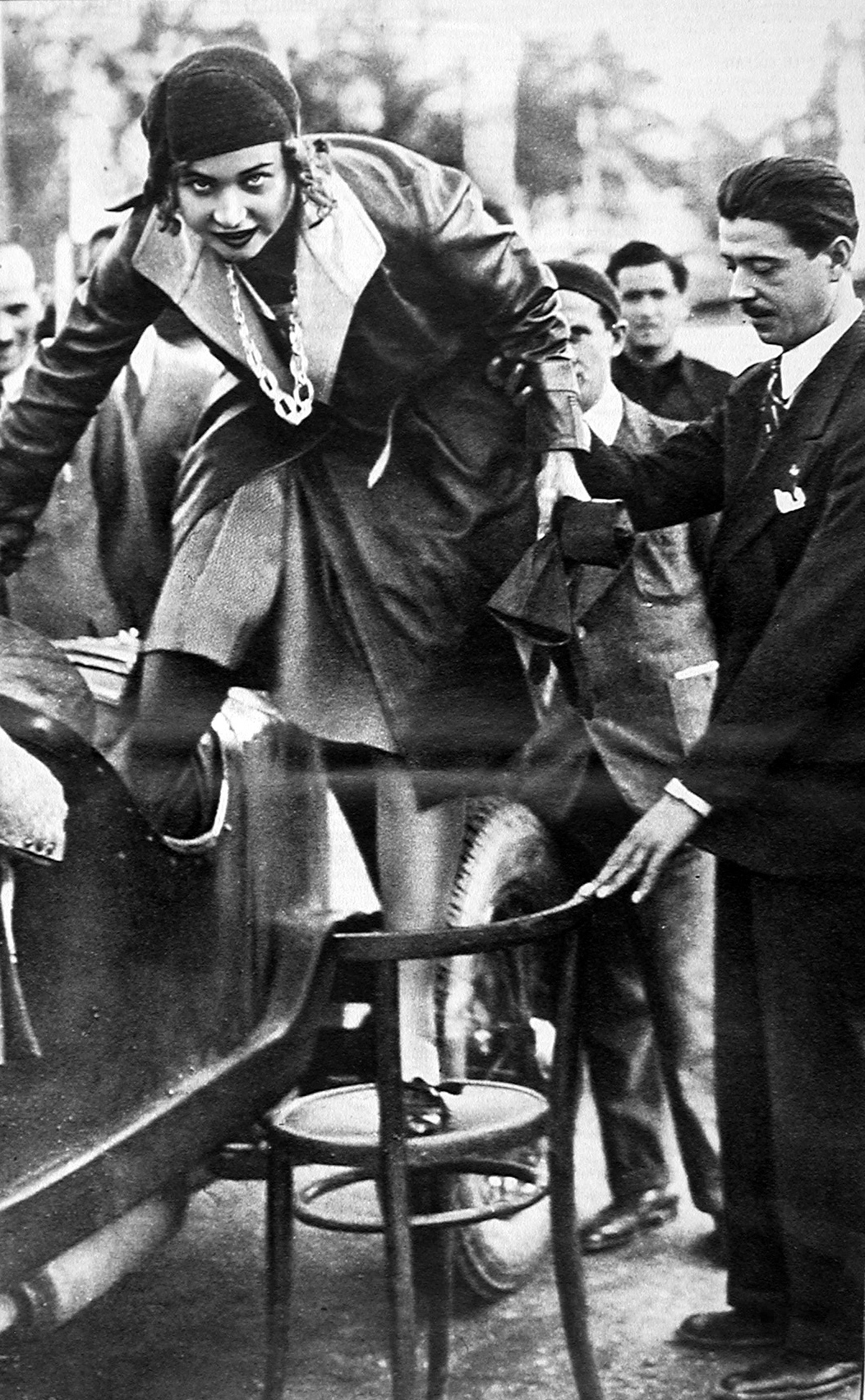
Maria José del Belgio scende da un'Alfa Romeo all'autodromo (1930)

All'interno del parco vengono costruiti l'autodromo (1922) e un campo da golf (1925).
La seconda guerra mondiale comportò per la città di Monza bombardamenti, distruzioni e vittime civili e, dopo il 1943, l'occupazione nazista.
Nel corso della guerra Monza non fu direttamente coinvolta in scontri ma fu oggetto di ripetuti bombardamenti e mitragliamenti da parte dell'aviazione anglo-americana durante tutti e cinque gli anni di conflitto: il primo bombardamento, dei razzi illuminanti a scopo intimidatorio, risale al 17 giugno 1940, appena sette giorni dopo l'ingresso dell'Italia in guerra, e l'ultimo nella notte dell'11 aprile 1945.
Due sirene avvertivano la popolazione: una in centro città gestita dai vigili del fuoco e una, collegata alla prima, su un edificio della Philips in via Borgazzi, coadiuvate nel corso dei frequenti bombardamenti del 1945 dalla campana maggiore del Duomo di Monza. Le difese antiaeree cittadine, insufficienti, furono due batterie contraeree per tutta l'area di Monza e Lissone, spostate nel 1943, due mitragliere sulla Casa della GIL, e, dopo l'occupazione nazista, delle postazioni per cannoni poste fra San Fruttuoso e il Rondò. Le principali vie di comunicazione furono dotate di trincee paraschegge e durante il giorno addetti del comune ogni due o tre chilometri segnalavano con bandierine bianche l'avvicinarsi di velivoli nemici.
Subito dopo le leggi razziali e ancor di più durante gli anni della guerra su pressione del podestà Ulisse Cattaneo, in Monza si verificarono persecuzioni nei confronti delle due famiglie ebree monzesi, i Colombo e i Levi, che avranno entrambe tra i loro componenti vittime nel campo di concentramento di Auschwitz, e di altri ebrei residenti o transitanti per Monza, i fratelli Nüremberg, il milanese sfollato Enzo Namias, morto anch'egli ad Auschwitz, e sette ebrei ricoverati presso la casa di cura Villa Biffi, tra cui Clara Finzi, deportata dopo il parto, e Dorotea Pisetzky, malata psichica deportata al campo di concentramento di Bolzano presso Gries e uccisa dalle sevizie delle guardie, oggi sepolta nel campo ebraico del Cimitero Monumentale di Milano.

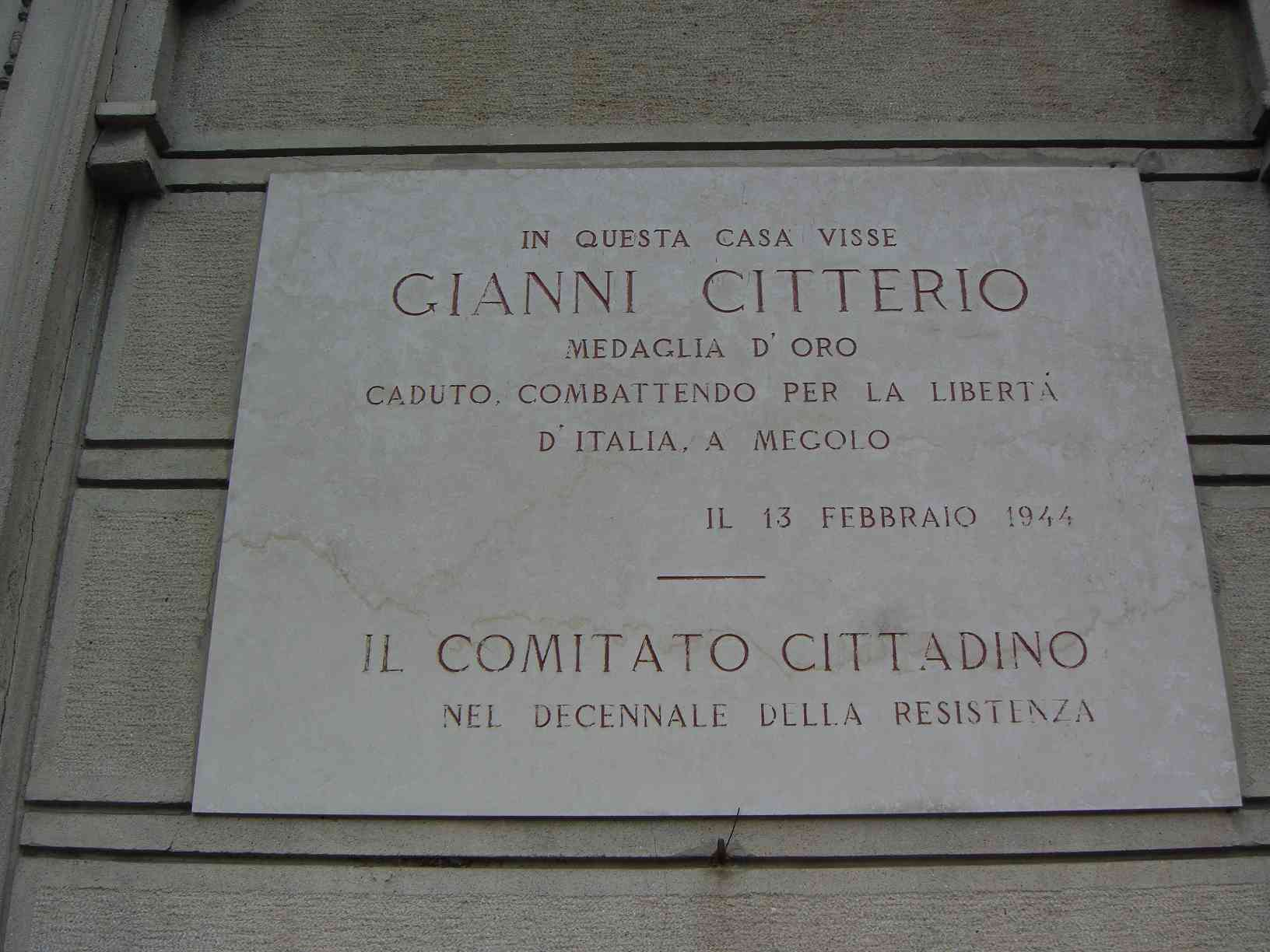
Targa sulla casa natale di Gianni Citterio al civico n.2 della piazza omonima a Monza

Già durante i primi anni di guerra erano attivi in Monza dei gruppi antifascisti che si riunivano clandestinamente nello studio dell'avvocato Fortunato Scali. Nel corso del 1943, un gruppo di antifascisti monzesi, guidati da Gianni Citterio, militante del PCI e figura centrale della Resistenza cittadina, fondarono il "Fronte di azione antifascista", organizzazione politica clandestina che stampava anche il giornale "Pace e Libertà" nella casa di Antonio Gambacorti Passerini presso Olgiate Calco, fino alla caduta del fascismo nel settembre 1943. Il gruppo fu attivo nella propaganda antifascista, mediante la diffusione di volantini e di manifesti, e sarà la base da cui si costituirà il CLN monzese.
Nella resistenza cittadina è da ricordare anche la figura del monzese Giovanni Battista Stucchi, alpino tornato dalla spedizione italiana in Russia che si unì alla lotta partigiana dopo la caduta del Fascismo nel 1943, ricoprendo ruoli di primo piano come membro socialista del Comando militare del CLNAI e Comandante militare unico della Repubblica partigiana dell'Ossola.
L'8 settembre 1943, in occasione dell'armistizio, Gianni Citterio, con i membri del "Fronte d'azione antifascista" e i rappresentanti dei partiti democratici, si rivolse alla cittadinanza dal balcone del Municipio, incitando i monzesi alla resistenza e alla lotta armata contro il fascismo e contro l'invasore tedesco.
Pochi giorni dopo, il 12 settembre 1943, ebbe inizio l'occupazione nazista di Monza, le truppe della Wehrmacht entrarono in città e insediarono il comando presso il macello comunale (tra via Mentana e via Buonarroti). Seguì una capillare occupazione della città con la complicità dei comandi fascisti locali, l'insediamento del comando di piazza nella casa del Fascio, di un presidio militare presso San Fruttuoso e del comando operativo delle SS per tutta l'Italia settentrionale ovest nelle ville attorno alla Villa Reale.
Nel corso dell'occupazione, dall'aprile 1944, si distinse per brutalità e torture l'Ufficio politico investigativo, istituito dai fascisti repubblichini in dipendenza della Guardia Nazionale Repubblicana con compiti di investigazione e repressione dei reati politici, di cui uno dei tre distaccamenti aveva sede in Monza. La repressione antipartigiana, in collaborazione coi tedeschi, fu portata avanti con interrogatori violenti e torture sistematiche nella Villa Reale e nelle adiacenti ville di via Tommaso Grossi, nel macello comunale, dirimpetto al carcere di via Mentana allora in uso, e nella Casa della GIL, oggi Urban Center. Nel quadro della repressione fascista furono attive anche le Brigate Nere cittadine, con soprusi e requisizioni alla popolazione, e la "Banda Pennacchio", una banda di repressione aggregata al comando delle SS monzese.
La mattina del 25 aprile 1945, con la città ancora sotto occupazione nazista e con un'ingente presenza fascista, mentre le brigate partigiane calavano da tutta la Brianza, i membri del CLN monzese cercarono un incontro con il comando tedesco per evitare scontri sanguinosi e rappresaglie sulla popolazione. Tale colloquio segnò anche l'ultima presenza documentata del sergente delle SS Siegfried Werning, criminale di guerra che farà perdere le proprie tracce.
L'incontro, senza che si raggiungesse un accordo di resa, comportò una "tregua d'armi" dettata dallo stallo a partire dalle ore zero del 25 aprile stesso, per cui i tedeschi non interferirono con gli eventi dell'Insurrezione, riuscendo così a limitare gli scontri armati avvenuti in città tra il 25 e il 26 aprile 1945, che registrarono però alcune vittime civili. Il 26 aprile si insediò il CLN in Municipio e venne nominato primo sindaco della Liberazione il socialista Enrico Farè, membro del CLN e già ultimo sindaco della città prima del Fascismo, che il 30 aprile nominò la giunta municipale.
Il 29 aprile 1945 fecero il loro ingresso in città i militari americani della 1ª divisione corazzata, prendendo contatto, grazie alla mediazione dell'arciprete di Monza monsignor Giovanni Rigamonti, con le SS ancora asserragliate nel loro quartier generale e imponendogli la resa. Il 30 aprile 1945 i tedeschi lasciarono quindi la città.
Al termine della guerra Monza contò ottantatré caduti per mano nazifascista tra partigiani e deportati, tra cui Gianni Citterio, decorato con la Medaglia d'oro al valor militare alla memoria, Ferdinando Tacoli, Medaglia d'argento al valor militare alla memoria, a cui è stata dedicata la scuola elementare situata nel quartiere Triante, e Elisa Sala.

#### Dal secondo dopoguerra al nuovo millennio
Nella seconda metà del secolo la città conosce un notevole incremento di popolazione e un conseguente sviluppo edilizio.
Con lo sviluppo delle varie attività si manifestano i problemi legati al traffico e ai collegamenti con i centri vicini, soprattutto con Milano.
All'inizio del secolo Monza conta circa 120.000 abitanti.
L'Università degli Studi di Milano-Bicocca pone in Monza il suo campus per le Facoltà di medicina e chirurgia e di Scienze dell'organizzazione.
Nella primavera del 2009 viene completata la controversa risistemazione della piazza Trento e Trieste (l'antico 'Pratum magnum' medievale): con l'occasione viene riportato alla luce parte del decorso della roggia anticamente usata dagli artigiani tessitori.

### Simboli

Gonfalone della città

I simboli di Monza sono lo stemma, il gonfalone e la bandiera.
La bandiera di Monza è troncata di rosso e di bianco ed al centro di essa campeggia lo stemma di Monza.

Antico stemma del Comune di Monza
(XIII secolo)

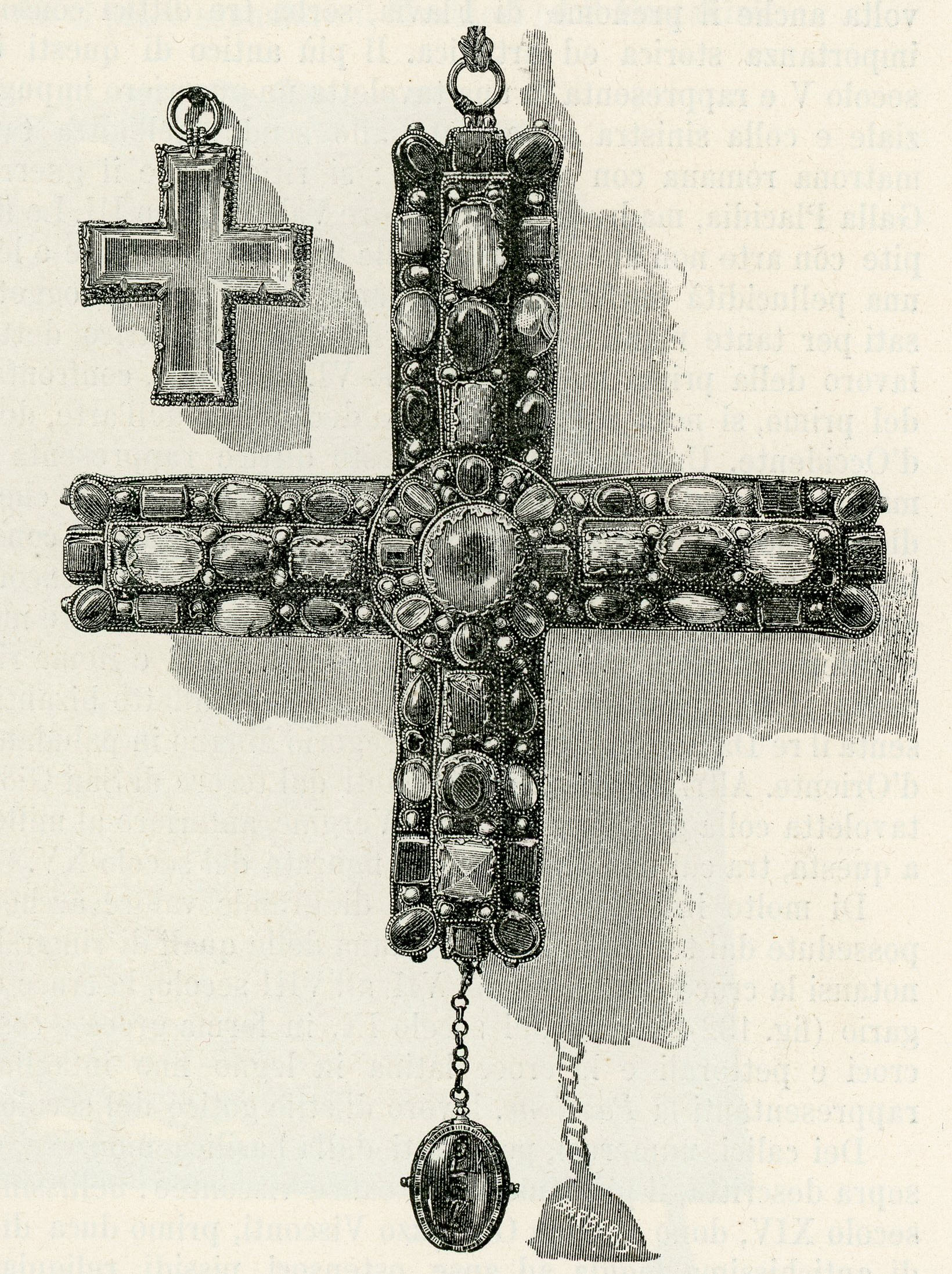
Monza, Tesoro del Duomo
Croce del Regno, o di Berengario.
Xilografia di Giuseppe Barberis (1894)

Lo stemma di Monza è costituito da uno scudo sannitico di colore azzurro al cui interno sono rappresentate la Corona ferrea e la Croce di Berengario. Lo scudo, contornato da una fascia d'argento con la scritta latina Est Sedes Italiæ Regni Modœtia Magni (Monza è la capitale del grandioso Regno d'Italia), è decorato da rami d'ulivo e di quercia legati da un nastro azzurro ed è timbrato da una corona da città.
La descrizione del gonfalone è la seguente:
Altri simboli sono il sole e la luna, che comparivano nell'antico stemma cittadino, la Corona ferrea, un'antica corona custodita nella Basilica di San Giovanni Battista che per secoli fu usata per la consacrazione di numerosi sovrani tra i quali i Re d'Italia, e la Croce di Berengario (anche detta "Croce del Regno"), un affascinante e storico gioiello di oreficeria carolingia.

## Monumenti e luoghi d'interesse

### Architetture religiose

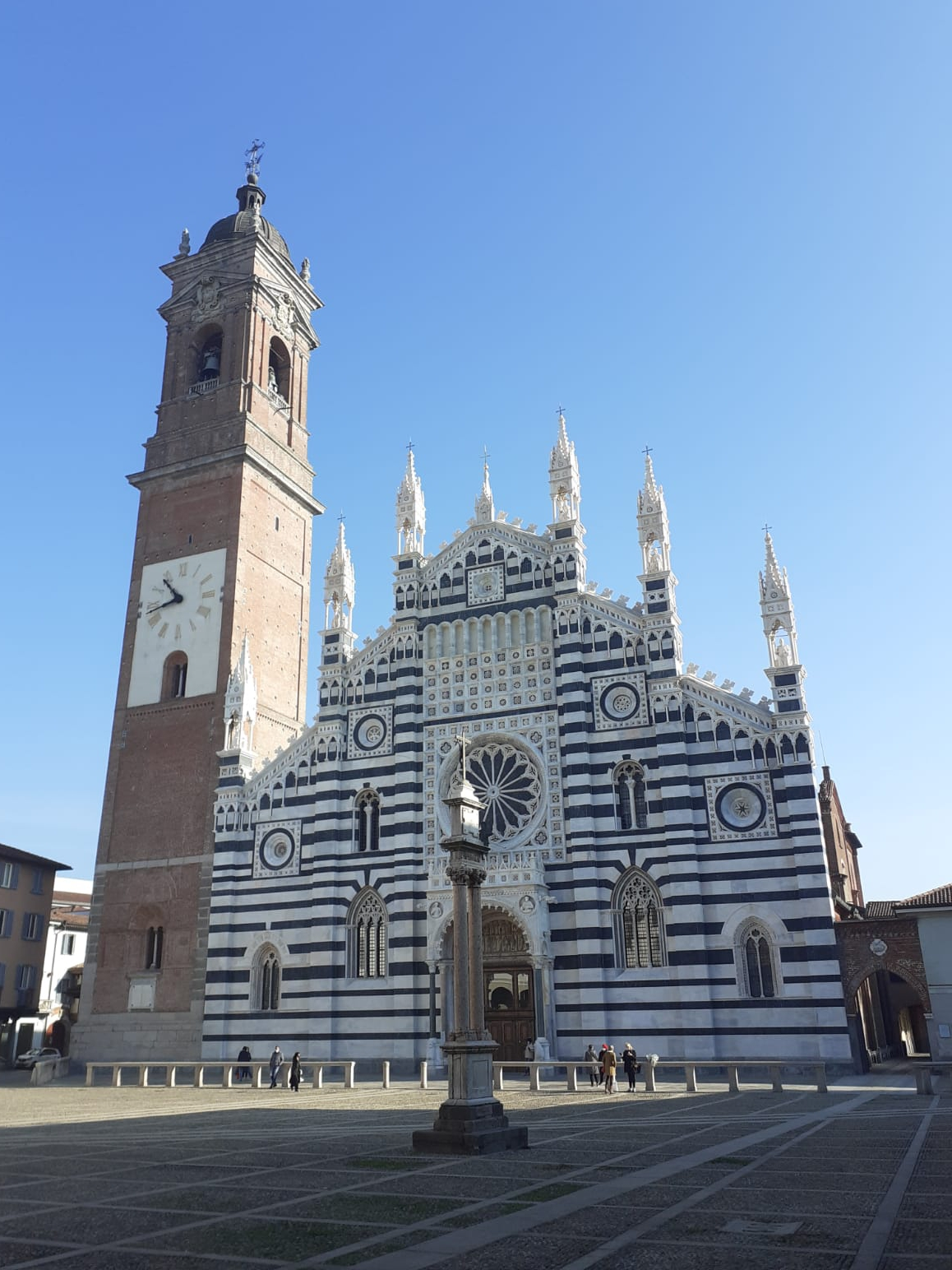
Il Duomo

Duomo di Monza
Il Duomo di Monza si affaccia sull'omonima piazza del centro storico; la tradizione vuole che sia stata la Regina Teodolinda a ordinarne la prima costruzione. Il campanile, eretto nel XVII secolo, è stato restaurato tra il 1999 e il 2006. Il Duomo ospita lo storico Museo.

#### Chiese

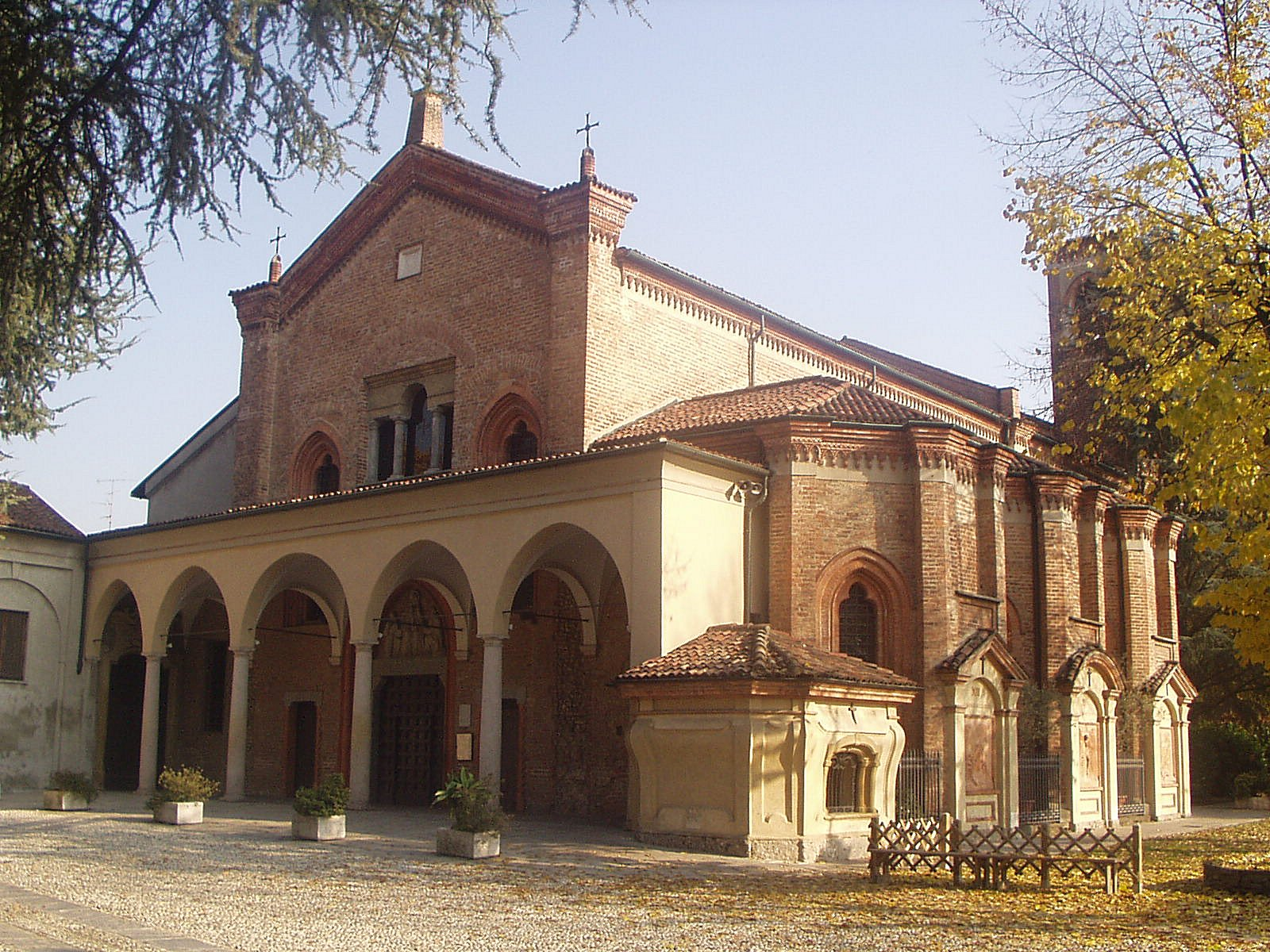
Santuario francescano di Santa Maria delle Grazie

- Chiesa di San Gerardo: vi si trovano le spoglie di san Gerardo dei Tintori, co-patrono della città. Nonostante la mole monumentale, è poco visibile a causa dei palazzi a ridosso. Si trova in via San Gerardo, nelle vicinanze di via Lecco.
- Chiesa di San Gerardino: in via Gerardo dei Tintori testimonia il luogo in cui il santo monzese nel XII secolo fondò il suo ospedale.
- Chiesa di Sancto Gerhardo: è la chiesa dell'Ospedale vecchio affiancata dalla Cappella di San Carlo.
- Chiesa di Santa Maria al Carrobiolo: venne edificata tra il 1232 e il 1259 su un precedente cimitero pagano, a ridosso del convento degli Umiliati. Il campanile, in stile romanico, risale al 1339.
- Chiesa di Santa Maria delle Grazie: si trova in via Montecassino, nelle vicinanze del Lambro e del Parco. Appartenente all'ordine dei Frati minori francescani, fu costruita nel 1463.
- Chiesa di San Maurizio: situata in piazza Santa Margherita, è stata eretta, in origine con altro titolo, nel 1469 e faceva parte del complesso conventuale delle Umiliate, dove visse la Monaca di Monza.
- Chiesa di Santa Maria in Strada: si trova in via Italia. La facciata è stata interamente rifatta nel XVIII secolo; originariamente la chiesa faceva parte di un convento dei "frati della penitenza". Al suo interno è presente anche un piccolo chiostro.
- Chiesa di San Pietro Martire: si affaccia sulla omonima piazza. Sorta nel XIV secolo, divenne parte di un complesso conventuale e successivamente sede del tribunale dell'Inquisizione.
- Chiesa di Santa Maria degli Angeli: situata in via Zucchi.
- Chiesa di Santa Maria Maddalena e Santa Teresa: detta anche "delle Sacramentine", è situata all'angolo tra via Italia e via Santa Maddalena. È stata riedificata nel 1620.
- Chiesa di San Biagio: costruita fra il 1963 e il 1968 su progetto dell'architetto Luigi Caccia Dominioni con forme moderne che ricordano una tenda del deserto per affiancare e poi sostituire la precedente parrocchiale, di fine '700, crollata per debolezze strutturali nel febbraio 1977.
- Chiesa di San Carlo, in via Volturno 38.
- Chiesa di Santa Gemma: è l'ultimo edificio religioso cittadino costruito nel XX secolo, su disegno dell'architetto Pietro Ripa.
- Chiesa di San Giuseppe: costruita nel 1976 su progetto dell'architetto svizzero Justus Dahinden.
- Chiesa di San Pio X, in via della Birona 42.
- Chiesa di San Rocco, in via San Rocco 3.
- Chiesa del Sacro Cuore: si trova in viale Vittorio Veneto.
- Chiesa di San Gregorio; (XVII-XVIII secolo), in uso alla Chiesa ortodossa rumena.
- Chiesa di Santa Marta: l'edificio non è più adibito al culto ed è situato in piazza San Paolo.
- Chiesa di Sant'Alessandro, via Sant'Alessandro
- Chiesa di San Fruttuoso, via San Fruttuoso. Diventata parrocchia il 15 giugno 1578 da San Carlo Borromeo, Cardinale Arcivescovo di Milano.
- Chiesa della Sacra Famiglia, in piazza Santa Caterina da Siena a servizio del quartiere Cederna, edificata nel 1940.
- Chiesa di San Francesco, facente parte del complesso delle suore francescane nel quartiere Cederna.
- Santuario del Carmelo, in viale Cesare Battisti.
- Parrocchia Santi Giacomo e Donato
- Parrocchia Regina Pacis

#### Cappelle
- Cappella della Villa Reale: (XVIII secolo) dedicata alla Madonna Immacolata, si trova nella Corte d'Onore della Villa Reale monzese.
- Cappella di villa Mirabello, Durini, nel Parco.
- Cappella espiatoria, voluta da Vittorio Emanuele III sul luogo in cui venne ucciso suo padre, Umberto I, per mano di un anarchico, Gaetano Bresci, il 29 luglio 1900. Il viale di accesso si trova in viale Cesare Battisti.
- Cappella del Cimitero, via Ugo Foscolo.

### Architetture civili

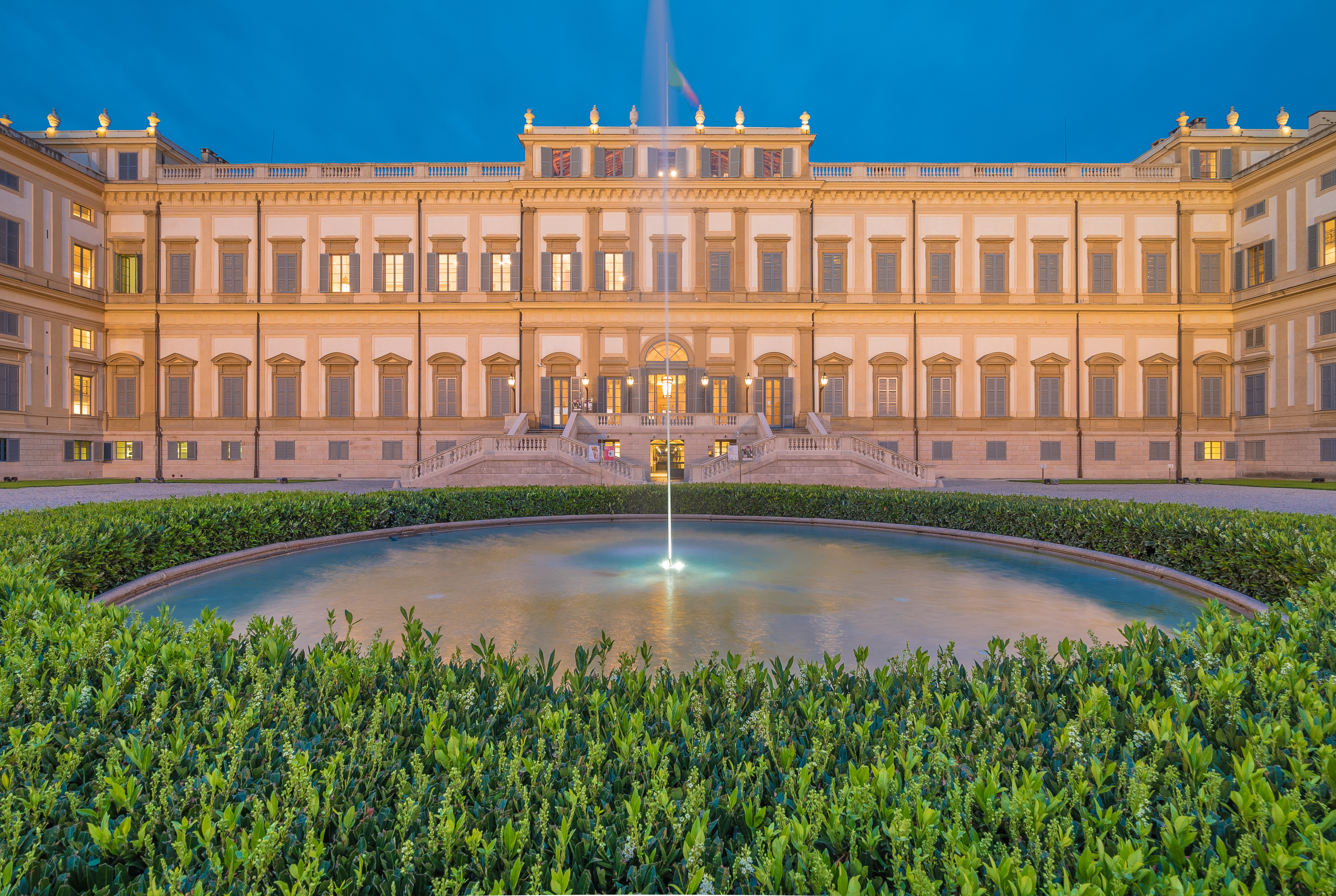
La Villa Reale

Villa Reale
La Villa Reale è uno dei monumenti più importanti della città. La villa fu costruita durante il periodo della dominazione austriaca sul Ducato di Milano, come simbolo del prestigio e della magnificenza della corte degli Asburgo, voluta dall'imperatrice Maria Teresa d'Austria e dedicata al suo quarto figlio maschio, l'arciduca Ferdinando d'Austria, che in quel tempo risiedeva a Milano in qualità di Governatore della Lombardia e desiderava una villa fuori città per trascorrervi la stagione estiva e per andare a caccia. I lavori ebbero inizio nel 1777 sotto la guida di Giuseppe Piermarini. È composta da un corpo centrale e due ali che si dipartono ad angolo retto. Dai giardini della Villa Reale è possibile accedere a piedi al Parco di Monza raggiungendo il viale Cavriga o la cascina del Sole
Arengario

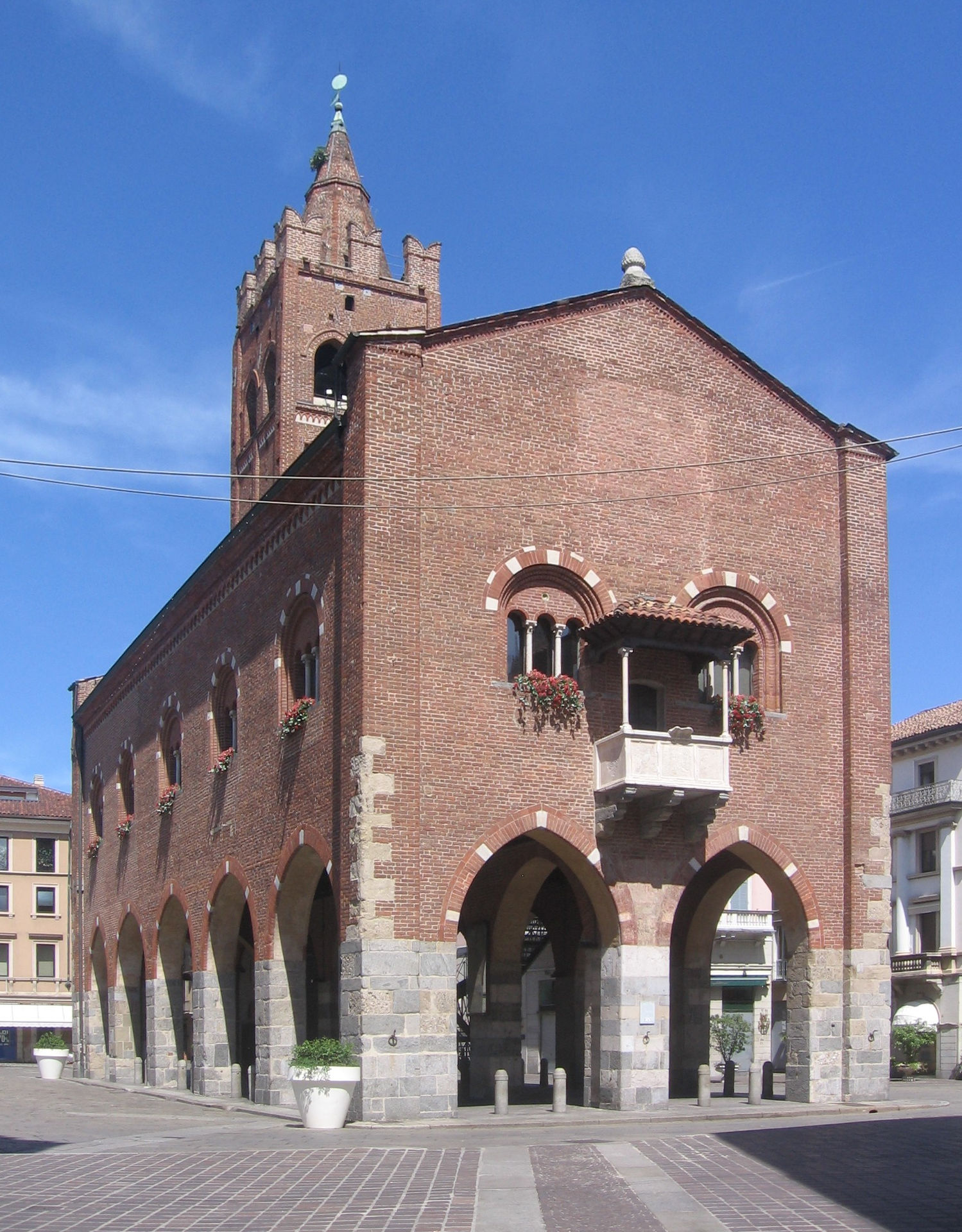
L'Arengario

L'Arengario si trova nel centro storico, in piazza Roma, punto da cui partono le vie principali dell'area pedonale. È l'antico Palazzo Comunale di Monza, costruito nel XIII secolo. Inizialmente era privo della torre e della "Parlera", il balcone da cui si affacciavano i governanti per parlare alla popolazione.

#### Ville e palazzi storici
La città di Monza ha un patrimonio architettonico di valore che è ancora in fase di censimento e analisi. Fra i palazzi più noti ci sono:
- Casa della Luna
- Casa-torre dei Gualtieri
- Collegio Bosisio
- Istituto Leone Dehon
- Palazzo Calloni
- Palazzo delle Cariatidi
- Palazzo Crivelli Mesmer
- Palazzo Porchera Bellini
- Palazzo Ranzini
- Palazzo Scanzi
- Villa Archinto Pennati
- Villa Brugola
- Villa Carminati-Ferrario
- Villa Cattani
- Villa Dosso-Biffi
- Villa Durini, la Grassa
- Villa Keller
- Villa Mirabello Durini
- Villa Mirabellino Durini
- Villa Pallavicini-Barbò
- Villa Pennati
- Villa Prata
- Villa Torneamento
- Villa Reale

#### Altre architetture

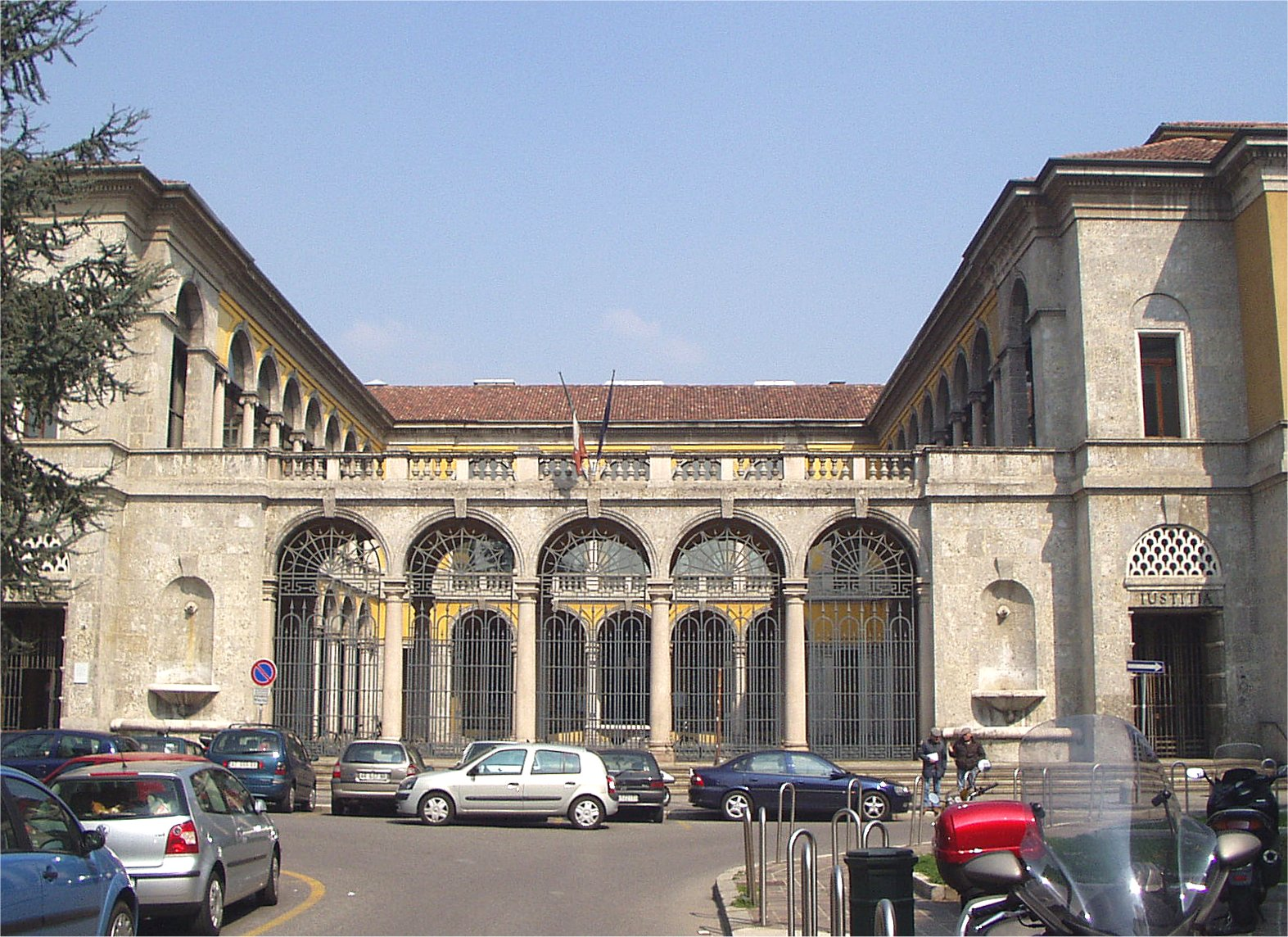
Palazzo di Giustizia

- Antico Seminario, attualmente chiamato "Palazzo degli studi", ospita il Liceo ginnasio statale Bartolomeo Zucchi, la sede centrale della Biblioteca Civica e la Galleria Civica
- Cappellificio Monzese, attualmente sede centrale delle Poste italiane
- Casa dei Decumani
- Chiostro degli Umiliati
- Collegio Bianconi
- Ex Autorimessa Fiat-Fossati
- Municipio di Monza
- Palazzo della Provincia
- Palazzo di Giustizia
- ex Villa Durini
- Stazione Reale
- Urban Center
- Edificio di Giò Ponti
- Hotel de la Ville

#### Ponti
- Ponte dei Leoni, fu edificato sul fiume Lambro nel 1842 vicino ai resti del Ponte d'Arena risalente al I secolo (un'arcata del quale è tuttora visibile presso un'estremità dell'attuale ponte) in occasione dell'apertura della via Ferdinandea, oggi via Vittorio Emanuele. Il ponte è costituito da tre arcate ribassate con spallette in granito. Ai lati i quattro leoni di marmo, su basamento, sono opera dello scultore Antonio Tantardini.
- Ponte di San Gerardino, attraversa il fiume Lambro in corrispondenza della casa e dell'antico ospedale del santo monzese. Un concio di pietra di una delle arcate reca incisa la data 1715.
- Ponte de la Mariotta, su questo ponte sul "Lambretto" era situata la porta de' Gradi (porta d'Agrate) che fu demolita nel 1908. Il ponte collega via Bergamo con via De Gradi e aveva preso il nome di un'ortolana, Mariotta, che aveva la sua bancarella sotto l'arcata della porta.
- Ponte delle Grazie Vecchie
- Ponti del Parco di Monza

### Architetture militari
- Torre longobarda
- Torre di Teodolinda

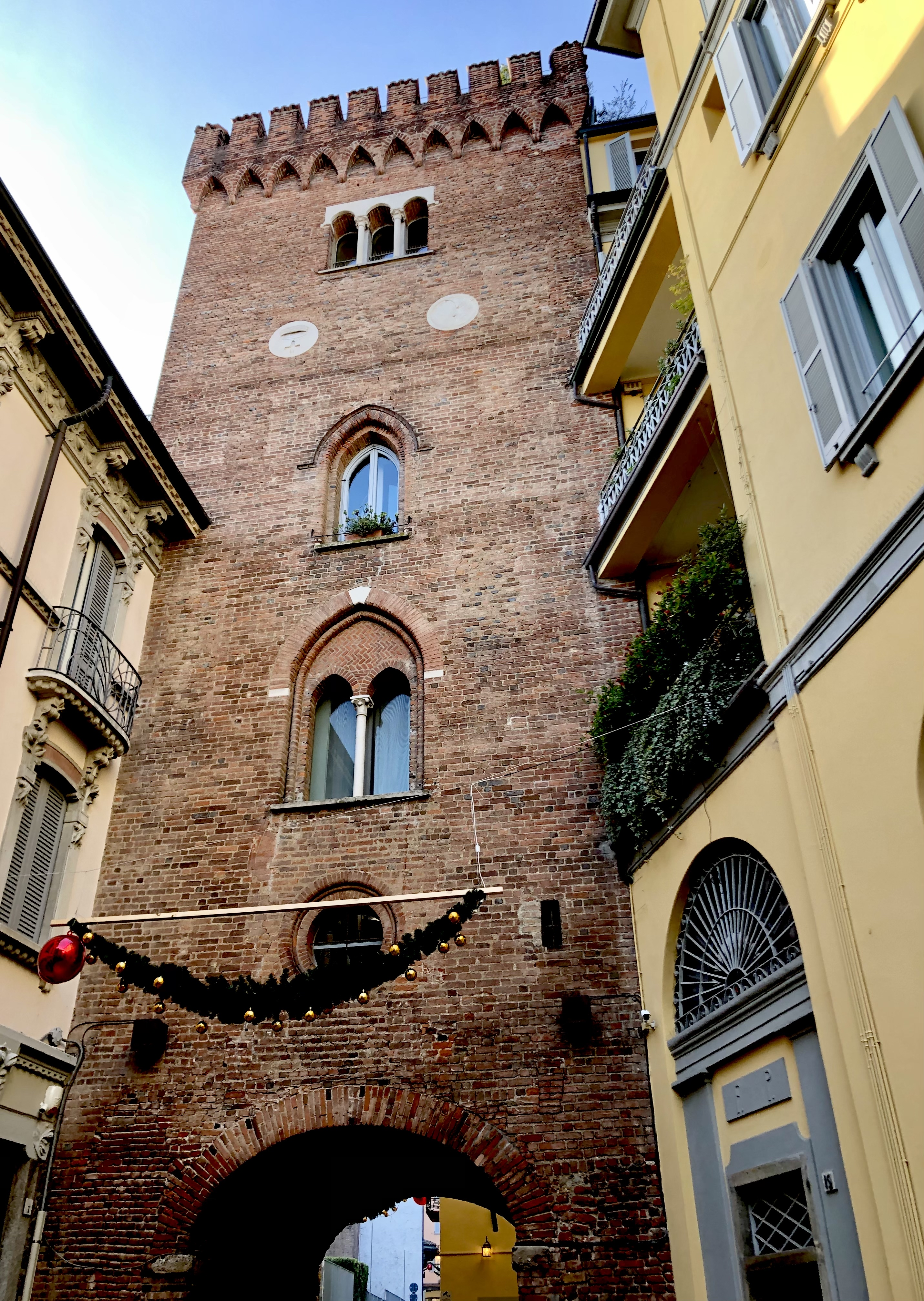
Torre di Teodolinda

- Torre Viscontea: è l'unico resto del castello di Monza fatto erigere, con le mura della città, da Galeazzo Visconti nel XIV secolo e demolito nel 1807 dai Durini, conti di Monza, che dapprima restaurarono il castello nel XVII secolo quando assunsero dominio della città per volontà della corona spagnola, poi nel XIX secolo lo demolirono per edificare sul sito una villa neoclassica su progetto di Carlo Amati. La torre sorge in riva al fiume Lambro ed è ben conservata: sono tuttora visibili le feritoie del ponte levatoio, una bifora e uno stemma spagnolo.
- Mura di Monza

### Monumenti e fontane

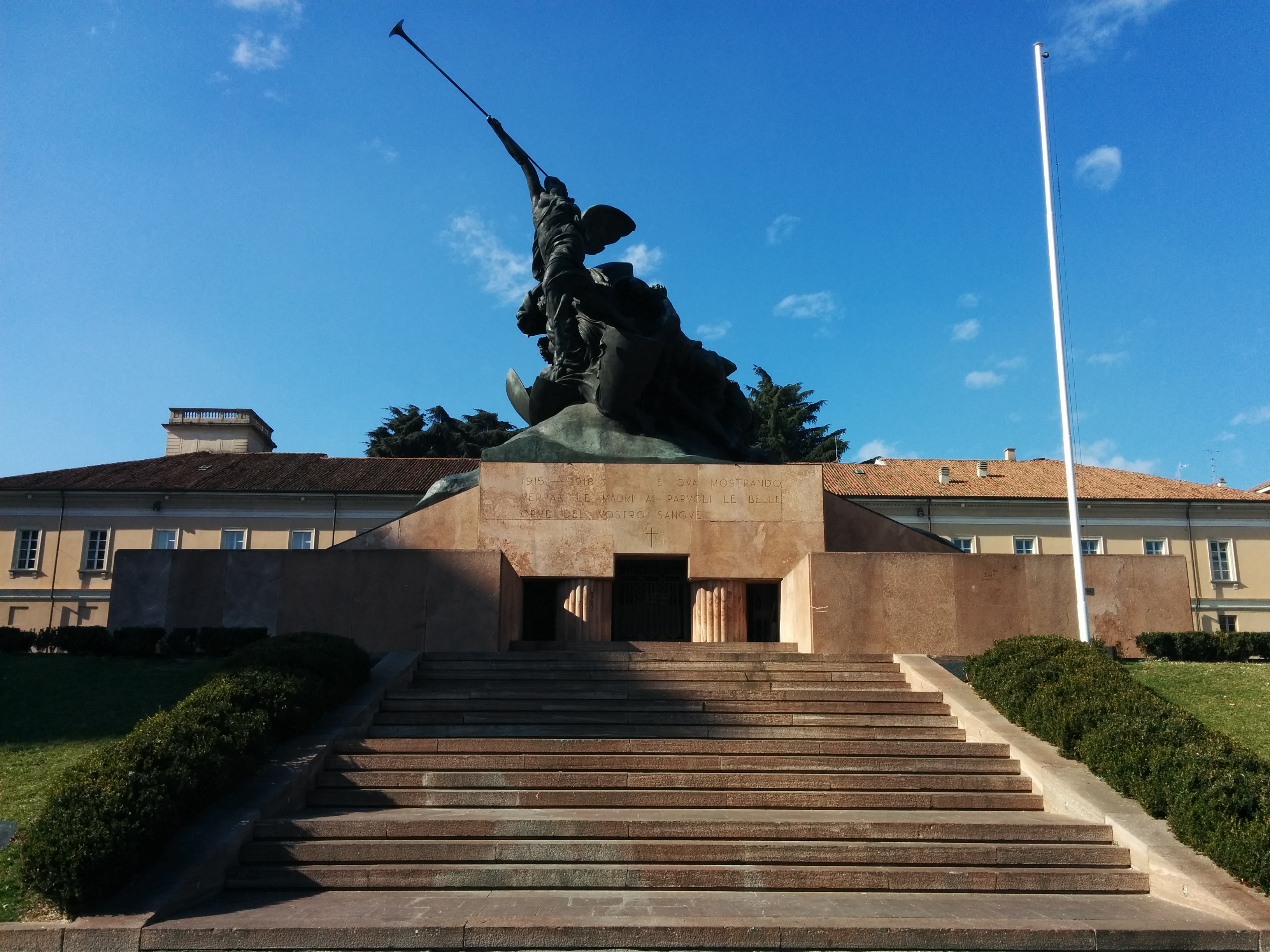
Monumento ai Caduti nella piazza antistante il municipio

- Monumento a Vittorio Emanuele II
- Monumento a Garibaldi
- Monumento a Mosè Bianchi
- Monumento ai Caduti
- Fontana delle Rane
- Fontana di Giò Pomodoro
- Statua di san Carlo Borromeo
- Statua di San Michele
- Monumento alle vittime sul lavoro

### Aree naturali

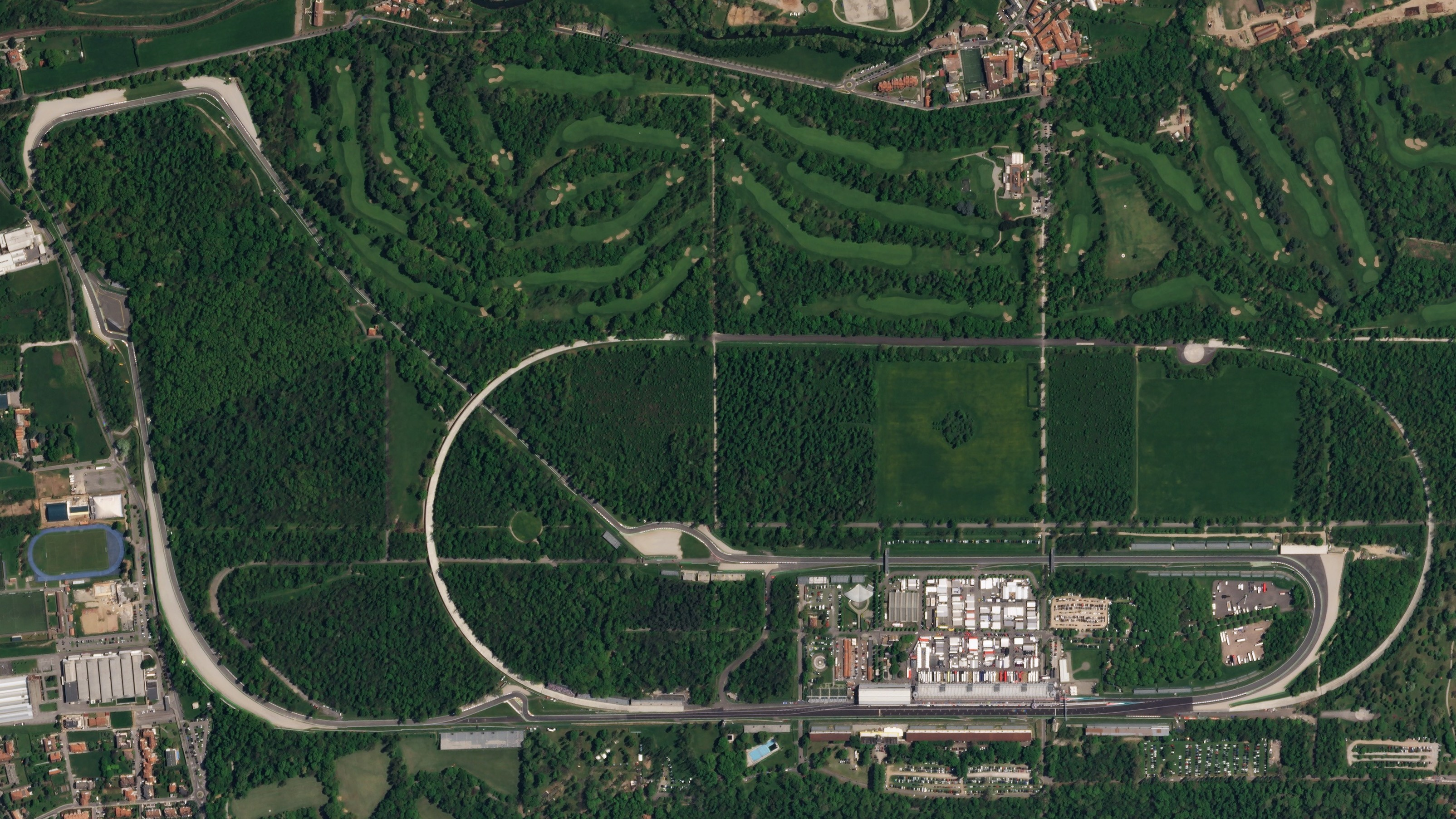
Veduta aerea del Parco di Monza e dell'Autodromo

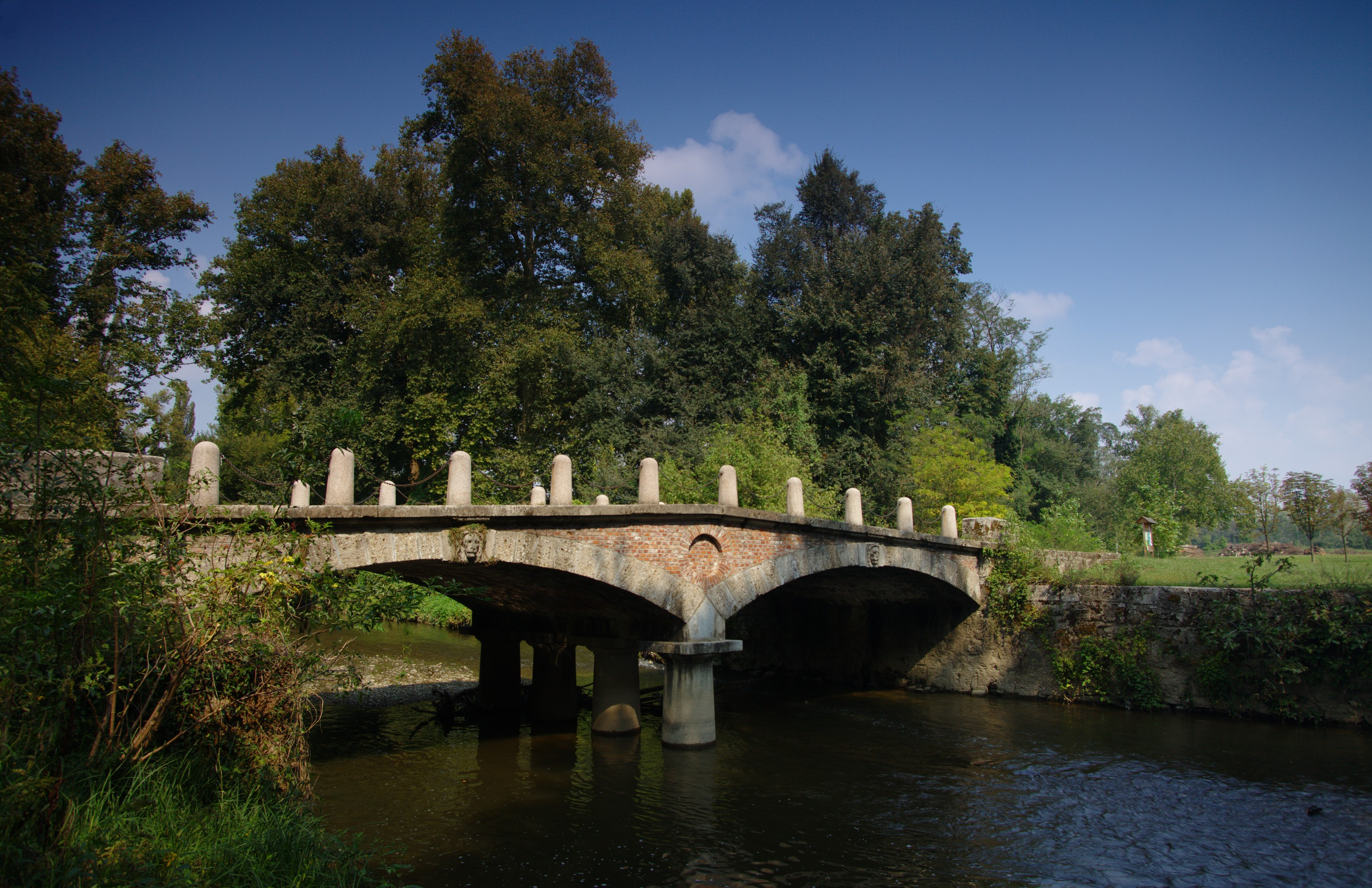
Il fiume Lambro che attraversa il Parco di Monza, al Ponte delle Catene

Parco di Monza
Il parco di Monza è uno tra i maggiori parchi storici europei, e il maggiore tra quelli cintati da mura. Ha una superficie di circa 685 ettari ed è situato a nord della città, tra i comuni di Villasanta, Vedano al Lambro e Biassono. Con i giardini della Villa Reale il parco di Monza costituisce un complesso di inestimabile valore paesaggistico, storico, monumentale e architettonico. Il parco di Monza ha inizio con i primi nuclei accorpati dai Durini conti feudatari della città intorno alla loro residenza il Mirabello nel XVII secolo, poi ulteriormente ampliato nella seconda meta del XVIII secolo per volontà del cardinale Angelo Maria Durini con fastosi giardini alla francese dove il cardinale riuniva una corte di intellettuali e letterati tra cui il Parini. Questo importante nucleo fu poi voluto da Eugenio di Beauharnais, figliastro di Napoleone e viceré del Regno d'Italia, come complemento alla Villa Reale costruita alcuni decenni prima per volontà del governo austriaco. Il progetto venne affidato all'architetto Luigi Canonica; i lavori incominciarono nel 1806 e terminarono nel 1808. Dopo la caduta di Napoleone, il parco divenne proprietà dello Stato austriaco e poi del Regno d'Italia. Il re Umberto I risiedeva spesso nella Villa Reale, ma dopo il suo assassinio (29 luglio 1900) i Savoia abbandonarono la Villa e il parco, che venne dato in gestione all'Opera Nazionale Combattenti. Nel 1920 l'Opera cedette il parco a un consorzio formato dal Comune di Monza e da quello di Milano e dalla Società Umanitaria. Negli anni successivi vaste aree vennero date in concessione per la realizzazione di impianti sportivi: nel 1922 furono costruiti l'autodromo nazionale di Monza nella parte settentrionale del parco, e l'ippodromo (oggi non più esistente) tra le ville Mirabello e Mirabellino; nel 1928 il campo da golf, affiancato all'autodromo. Quest'ultimo divenne ben presto uno dei circuiti più celebri e prestigiosi ed è il principale motivo di notorietà della città di Monza nel mondo. All'interno del parco scorre il fiume Lambro che si insinua con cascatelle e specchi tranquilli, attraversato da quattro ponti. Sorge su un terreno alluvionale trasportato dal fiume, argilloso e sabbioso.
Giardini Reali
I Giardini Reali circondano la Villa Reale e sono di notevole interesse naturalistico e botanico. Al loro interno è presente un laghetto, nel quale trovano ricovero specie volatili quali germani reali e cigni. Nei pressi del laghetto sorge una torretta abbellita da un belvedere alla sommità; per le sue forme e la scelta di realizzarla in mattoni a vista, nell'immaginario dei monzesi è ricordata come un'antica torre medievale (anche se in realtà venne realizzata dal Canonica insieme al parco solo nel 1825). Al contrario è una torre medievale del XII secolo la torre inglobata nel mulino del Cantone, che faceva parte dell'antica linea difensiva a nord della città, di cui è l'unico reperto sopravvissuto. Fra la Villa Reale e il Serrone si trova il roseto 'Niso Fumagalli', di rilevanza internazionale.
Area verde della Cascinazza
Si trova a sud del centro storico ed è ciclicamente al centro della diatriba politica e giudiziaria, a causa della contrapposizione fra interesse pubblico (che vuole mantenere l'area verde) e interessi privati (che vogliono cementificare l'area per trarne profitto).

### Luoghi caratteristici

#### San Gerardino
È uno storico rione caratteristico del centro storico come quello, più a sud del Lambro, detto "i Mulini". Presenta una suggestiva veduta prospettica delle case che si ergono sul fiume che, una cinquantina di anni fa, qui si divideva in vari rami che servivano ad azionare i mulini ad acqua (di questi mulini è rimasto un frantoio). 
In un cortile con loggiato di via Gerardo dei Tintori è la suggestiva chiesetta detta di San Gerardino (che in realtà è la più antica delle tre chiese cittadine intitolate al santo compatrono di Monza) con affreschi interni, risalenti al Cinquecento e attribuibili in parte alla scuola luinesca. La chiesetta in realtà è parte dell'antico ospedale di San Gerardino, complesso articolato in diversi corpi di fabbrica, fondato dal santo nel 1174, rimaneggiato in varie epoche, e in uso fino al XVIII secolo. 
In questo rione si svolge annualmente, il 6 giugno, la tradizionale sagra di san Gerardo, compatrono della città, con la posa di una statua del santo nel letto del fiume.

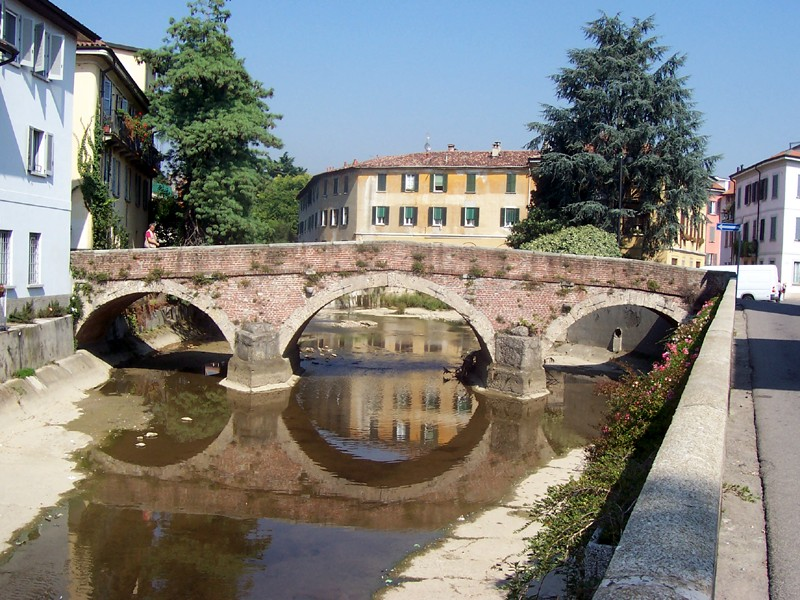
Il ponte di San Gerardino sul fiume Lambro

#### Mulino Colombo
Nei pressi del ponte settecentesco detto di San Gerardino sorge il mulino Colombo. Il mulino, già attivo all'inizio del XVIII secolo, era impiegato in origine per macinare il grano, poi per la follatura della lana e infine venne utilizzato come frantoio. All'interno, si conservano la macina, il torchio e altri antichi attrezzi. È utilizzato in brevi periodi dell'anno per mostre a cura del Museo etnologico di Monza e Brianza.

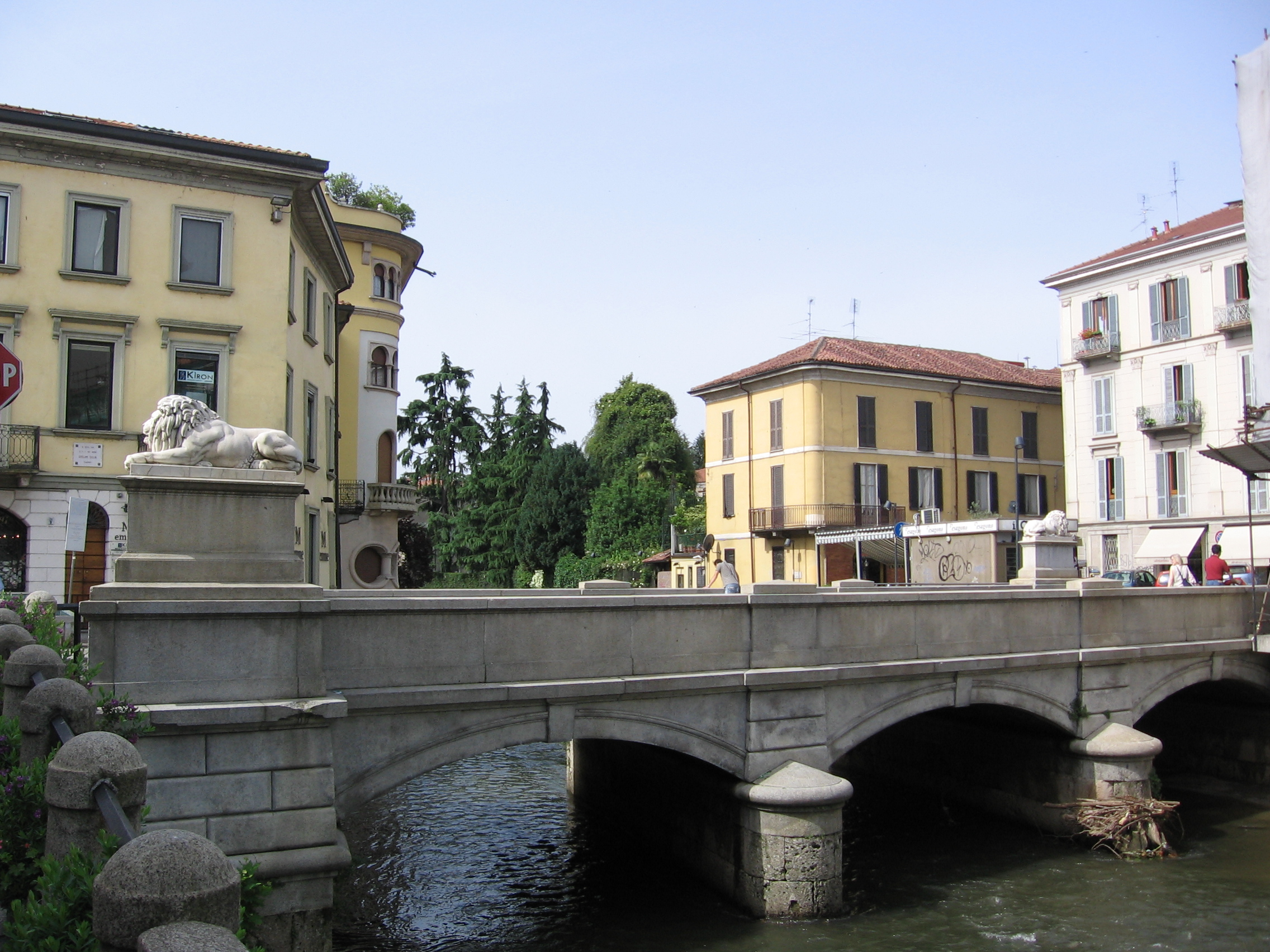
Il ponte dei Leoni sul fiume Lambro

#### Via Lambro
La via Lambro è ritenuta la più antica di Monza. Situata nel nucleo primitivo della città medioevale, parte da piazza Duomo e si estende sul fianco sinistro della basilica, scendendo verso il Lambro con tracciato regolare e passando verso la sua fine sotto una "casa torre" medioevale ("Punt Scür" in dialetto). Questa torre, detta "di Teodolinda", è in realtà duecentesca ed è stata restaurata completamente nell'Ottocento. Ha monofore, trifore e merli guelfi che poggiano sopra una cornice di archetti. All'inizio della strada si notano alcune case "a sporto" del Trecento e del Quattrocento con balconcini di ferro.

### Edifici scomparsi
- Il palazzo di Teodolinda, VI secolo
- La prima basilica di San Giovanni Battista
- Il Pratum magnum, oggi piazza Trento e Trieste
- Il Castello di Berengario I
- Il Castello visconteo
- La Chiesa di Sant'Agata, longobarda
- La chiesa di San Francesco
- La chiesa di San Michele, longobarda
- La Chiesa di San Salvatore, longobarda (769)
- La Chiesa di San Maurizio, XII secolo
- Monastero di Santa Margherita, (XIII-XVIII secolo)
- Il Teatro ducale, del Piermarini, andato distrutto in un incendio nel 1802
- Il palazzo Durini de Leyva, residenza dei conti feudatari, si trovava ubicato nell'antica piazza del Mercato, l'attuale piazza Trento e Trieste, dove ora sorge l'attuale Palazzo Comunale
- La Porta de Gradi, antica porta medievale situata a cavallo del Lambro da cui entravano i signori feudatari arrivando da Milano. Questo edificio fu restaurato da Gian Giacomo II Durini nel 1704 e, per ricordare questo evento, il conte di Monza vi fece apporre una grande effigie marmorea rappresentate san Giacomo protettore della famiglia Durini feudataria della città, opera dello scultore Giuseppe Rusnati. La porta fu demolita all'inizio del XX secolo e il gruppo Marmoreo del Rusnati è oggi collocato in prossimità del luogo dove era la porta, tra le vie Bergamo e Pesa del lino, vicino al pont de la Mariota dove appunto sorgeva la Porta de Gradi.

## Società

### Evoluzione demografica
- 1751, 6 300 abitanti
- 1771, 11 219 abitanti
- 1805, 10 621 abitanti
- 1809, 12 715 abitanti
- 1853, 19 362 abitanti

Abitanti censiti

### Etnie e minoranze straniere
Al 31 dicembre 2023 gli stranieri residenti nel comune erano 14 959, ovvero il 12,17% della popolazione. Di seguito sono riportati i gruppi più consistenti:
- Romania 1849
- Egitto 1475
- Perù 1204
- Ucraina 1086
- Sri Lanka 974
- Albania 929
- Bangladesh 920
- Ecuador 729
- Cina 552
- Filippine 510

### Istituzioni, enti e associazioni

#### Ospedale San Gerardo

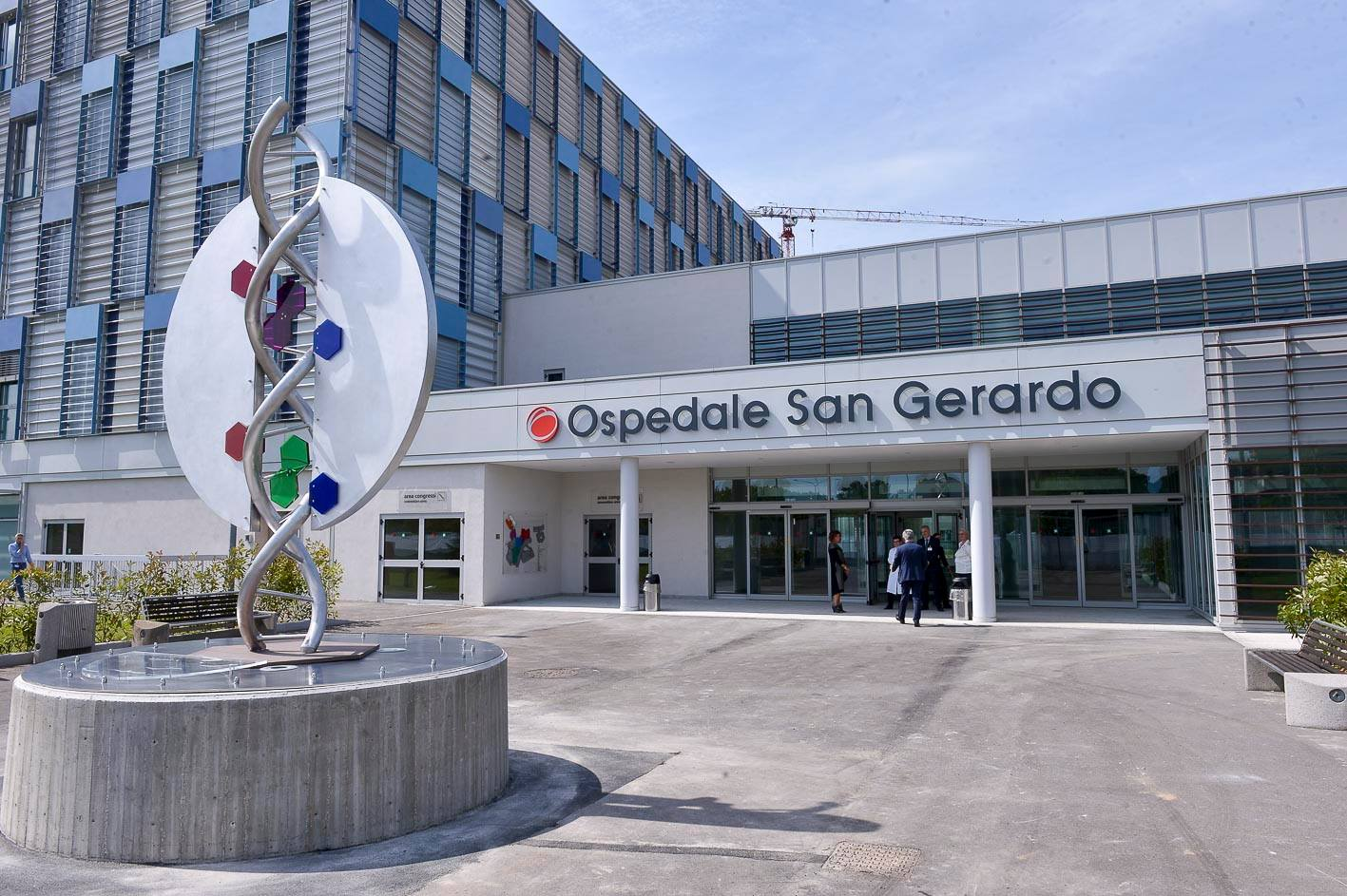
Ospedale San Gerardo

L'ospedale San Gerardo di Monza nasce nel 1174 per iniziativa di san Gerardo dei Tintori ed è attivo fino ai giorni nostri dopo otto secoli di tradizione di cura e assistenza. Oggi, considerato di rilievo nazionale e ad alta specializzazione, conta 3 500 dipendenti (fra medici, infermieri, personale tecnico e amministrativo).
È inoltre la sede della facoltà di medicina e chirurgia dell'Università degli Studi di Milano-Bicocca.

#### Ex Ospedale Umberto I (poi San Gerardo)
Dal 2010 è utilizzato come ospedale in minima parte. Si trova in via Solferino 16. Il complesso è stato costruito tra il 1893 e il 1896 ed è costituito da padiglioni da uno a tre piani fuori terra divisi da zone a verde, data l'epoca anticlericale e monarchica è stato "ribattezzato" Ospedale Umberto I. La nuova destinazione urbanistica prevede l'utilizzo parziale dei padiglioni per la delocalizzazione di corsi universitari dell'università Milano Bicocca. Restano attive la Casa di riposo, la Chiesa mentre la cappella San Carlo deve essere liberata dalla cabina elettrica. La struttura storica di via Solferino è ancora utilizzata in parte anche da uffici comunali e dal Dipartimento Dipendenze dell'ASST.

#### Policlinico di Monza
In via Amati, con sede anche in altri Comuni della Provincia, è un ospedale con annesso pronto soccorso.

#### Istituti Clinici Zucchi
In via Zucchi, e con sede anche a Carate Brianza, è un ospedale con annesso pronto soccorso.

## Cultura

### Istruzione

#### Biblioteche
La sette biblioteche del Sistema Urbano di Monza fanno parte del Sistema Bibliotecario BrianzaBiblioteche e sono:
- Biblioteca Civica, via Padre Reginaldo Giuliani, 1/a
- Biblioteca dei ragazzi, piazza Trento e Trieste 6
- Biblioteca San Gerardo, via Lecco 12
- Biblioteca Cederna, via Zuccoli 16
- Biblioteca Triante, via Monte Amiata 60
- Biblioteca S. Rocco, via Zara 9
- Biblioteca del Parco di Monza, Villa Mirabello
- Biblioteca capitolare di Monza

#### Università

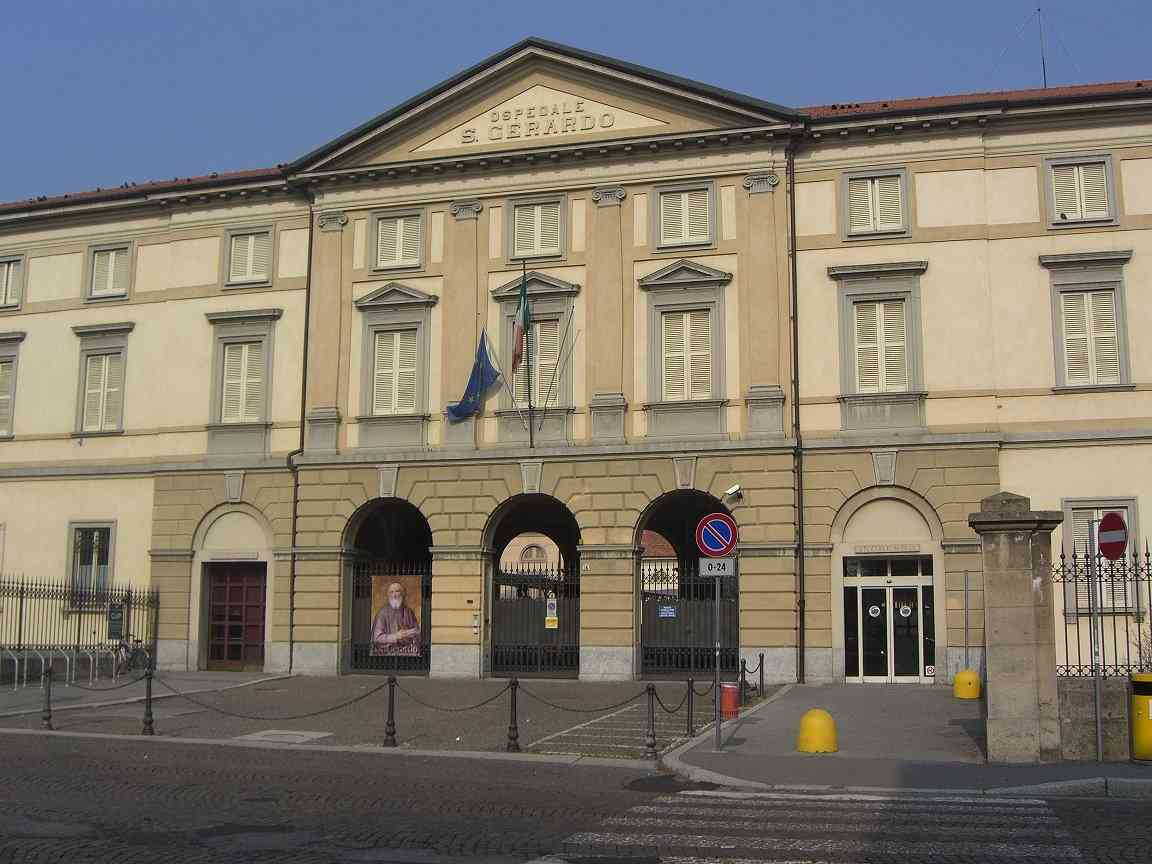
Sede monzese dell'Università di Milano-Bicocca

A Monza si trovano due distaccamenti della facoltà dell'Università di Milano-Bicocca: la facoltà di Medicina e Chirurgia e la facoltà di Sociologia.

#### Musei
- Museo del Duomo: si trova in una serie di ambienti sotterranei all'interno del Duomo. La raccolta comprende gran parte dei tesori risalenti all'epoca della regina Teodolinda, tra cui la Chioccia con i pulcini, la Croce di Agilulfo e la famosa Corona ferrea.
- Musei Civici di Monza: le raccolte dei Musei civici di Monza sono attualmente collocate nel nuovo Museo "Casa degli Umiliati". Nelle raccolte sono confluite le opere della Pinacoteca Civica e del Museo dell'Arengario.
- Museo etnologico Monza e Brianza (MEMB)
- Mulino Colombo
- Museo del nuoto e della pallanuoto[41]

### Media

#### Stampa
La città di Monza è servita dalle seguenti testate giornalistiche:
- Giornale di Monza (versione cartacea), Prima Monza;, su primamonza.it. (versione digitale)
- Monza Today, su monzatoday.it.
- Il Cittadino di Monza e della Brianza
- Il Giorno, edizione Monza Brianza
- Unica TV, telegiornale edizione di Monza

### Teatro
La città di Monza conta varie sale teatrali e associazioni culturali:
- Teatrino di Corte, nel complesso della Villa Reale
- Teatro Manzoni
- Teatro Villoresi
- Teatro Binario 7
- Sala San Carlo
- AreaOdeon - associazione culturale

### Eventi

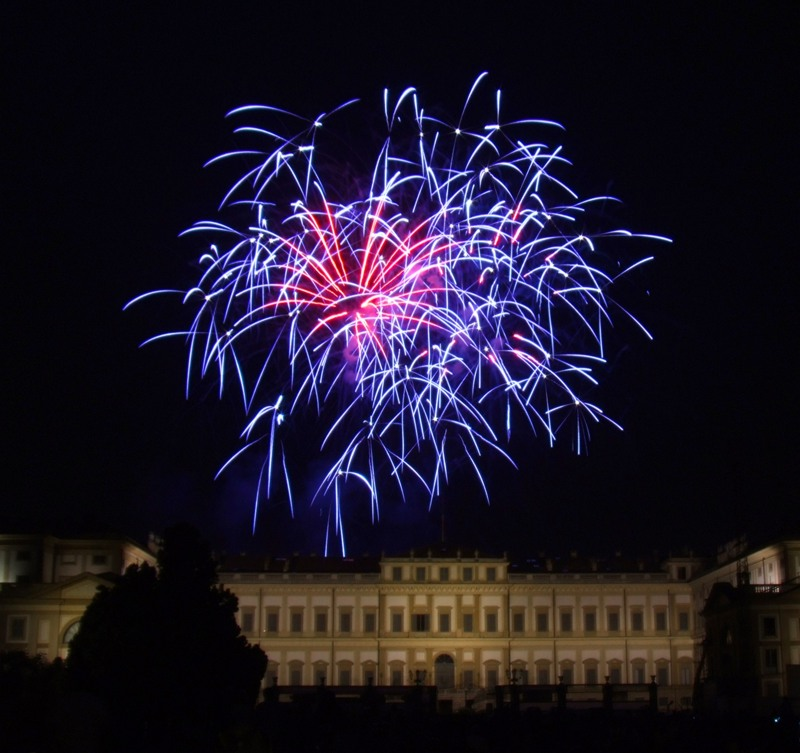
Fuochi d'artificio alla Villa Reale

#### Concorso internazionale della rosa
Dal 1965 fino al 2015 si sono svolti ogni anno a fine maggio, nel roseto 'Niso Fumagalli' della Villa Reale, i concorsi internazionali per rose nuove. Il roseto ha ottenuto nell'estate del 2003 il premio "Giardino di Eccellenza" ("Award of Garden Excellence") dalla "World Federation of Rose Societies". Il premio fu consegnato ufficialmente il 21 maggio 2004 in occasione della 40ª edizione del concorso internazionale.

#### Festa del Santo Chiodo
Si svolge la terza domenica di settembre, con rievocazione storica e processione della Corona ferrea.

#### Gran Premio d'Italia di Formula 1
Il Gran Premio d'Italia di Formula 1 si disputa annualmente la seconda domenica di settembre nell'Autodromo nazionale di Monza.
La settimana che precede il Gran Premio è sempre costellata di eventi che interessano tutta la città (Monza Più). Alcuni di questi, che si ripetono ogni anno, sono il concorso fotografico dedicata alla memoria di Pepi Cereda e la partita di calcio benefica della Nazionale Piloti.

## Economia
L'agricoltura, basata su coltivazioni di cereali, ortaggi e foraggi, ha decisamente perso terreno rispetto all'industria, che fa registrare un notevole sviluppo dei comparti meccanico e tessile, seguiti da quelli chimico, edile e lattiero-caseario. Il terziario si compone di una buona rete commerciale e dell'insieme dei servizi, che comprendono quello bancario, assicurazioni e attività radiotelevisive nonché di consulenza informatica.

### Artigianato
Nel settore dell'artigianato è ancora diffusa e rinomata l'antica lavorazione e realizzazione di mobili in serie.

## Infrastrutture e trasporti
Nel 1951, Gualtiero Galmanini realizza come urbanista il Piano regolatore generale di Monza, dando forma alla città attuale.

### Strade
Monza costituisce il punto intermedio tra Milano e il resto del territorio della Provincia di Monza e della Brianza.
Monza è collegata attraverso:
- Autostrada A4 Milano - Venezia
- Tangenziale Est di Milano
- Tangenziale Nord di Milano

La barriera autostradale di Milano Est dell'Autostrada A4 è situata a Monza. Il tratto compreso tra le barriere autostradali di Milano Ghisolfa e Milano Est viene denominato tratto urbano A4.

### Ferrovie

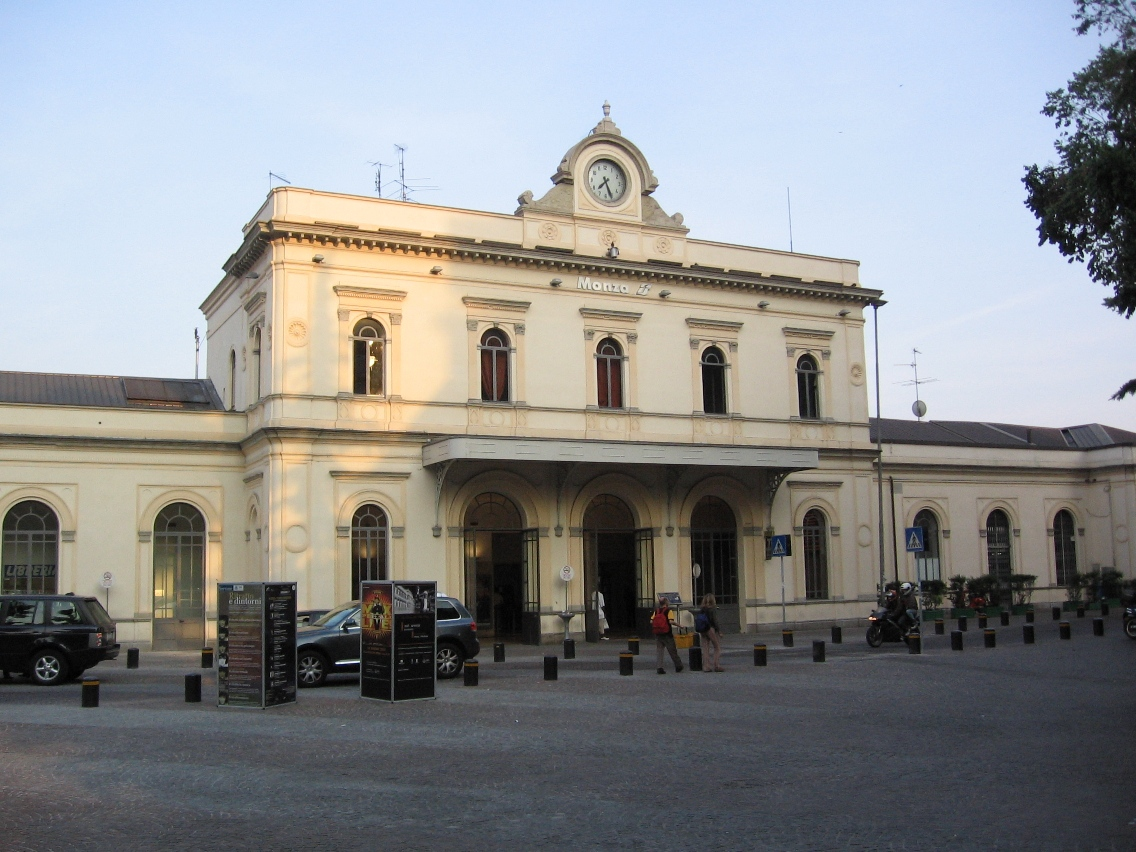
Stazione Centrale di Monza

La città è stata capolinea della seconda ferrovia costruita in Italia, la Milano-Monza, inaugurata nel 1840.
Sono presenti tre stazioni: Monza, Monza Sobborghi e la Stazione Reale, quest'ultima non più in uso.
- La stazione di Monza è un importante nodo ferroviario, composto da 7 binari e di uno scalo merci. La stazione è servita dal servizio suburbano di Milano con le linee S7, S8, S9 e S11, treni regionali e regionali veloci. Nelle ore di maggior traffico, i treni che collegano Monza con Milano hanno una frequenza di circa 10 minuti e raggiungono tutte le stazioni di Milano.

Fermano a Monza anche vari treni Eurocity delle Ferrovie Federali Svizzere che collegano Milano, Venezia, Genova e Bologna con Zurigo, Basilea e Francoforte Sul Meno.

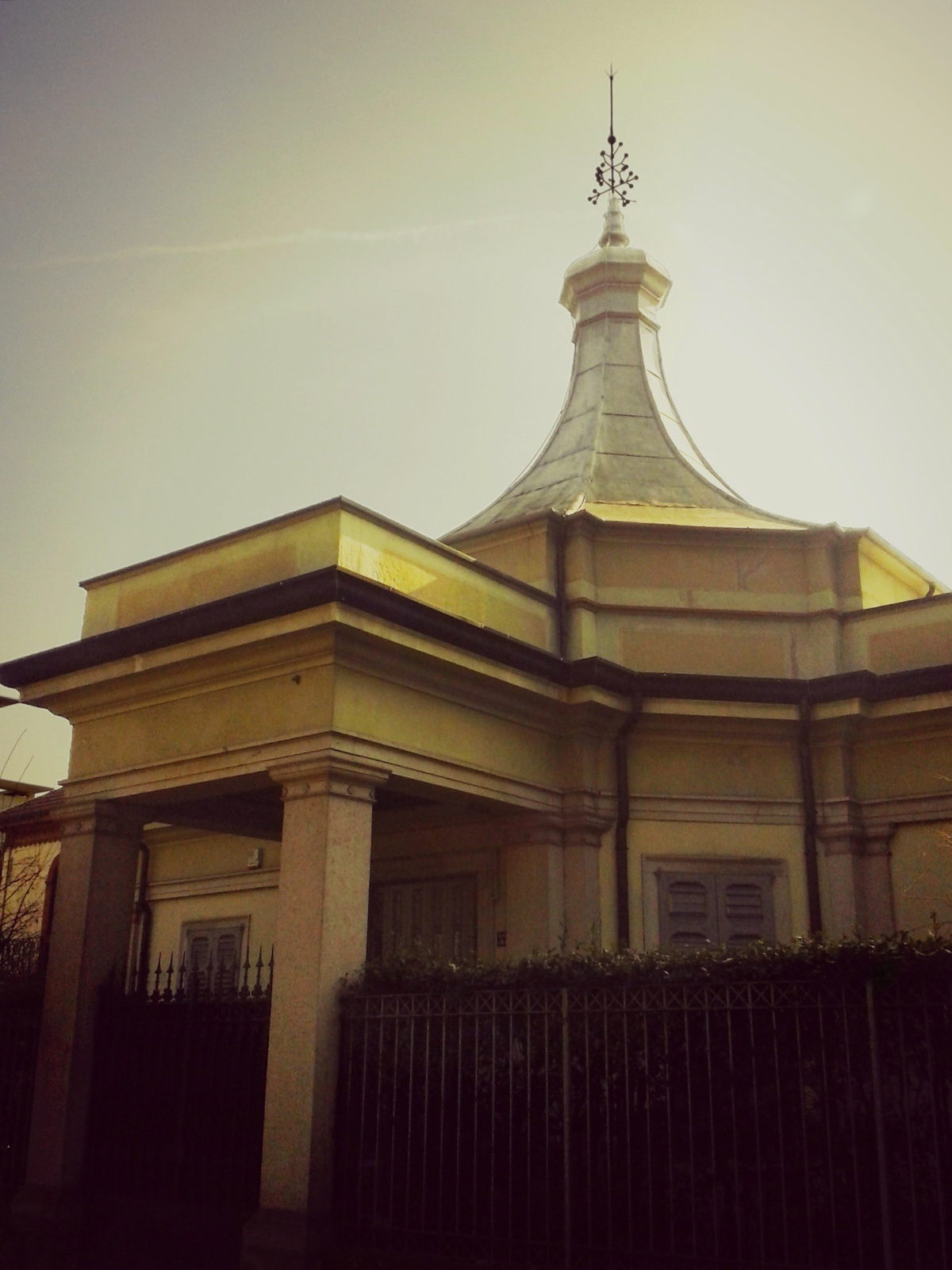
Stazione Reale di Monza

- La stazione di Monza Sobborghi è posta sulla linea per Molteno.

- In passato era inoltre in uso la Stazione Reale, situata in viale Cesare Battisti. Prospiciente la Villa Reale è stata costruita in stile eclettico nel 1884 per essere utilizzata dalla famiglia reale, fino alla morte di Umberto I nel 1900, inoccasione dei soggiorni presso la Villa.

#### Linee tranviarie dismesse
Oltre a ciò Monza fu inoltre al centro di una vasta rete di tranvie extraurbane che comprendeva le seguenti infrastrutture:
- Tranvia Milano–Monza
- Tranvia Monza-Barzanò-Oggiono
- Tranvia Monza-Carate
- Tranvia Monza-Trezzo-Bergamo
- Tranvia Cusano-Cinisello-Monza
- Tranvia Monza-Meda-Cantù

### Autolinee
Il servizio di autolinee locale è gestito da ATM, NET e Autoguidovie, che collegano alla stazione di Monza, alla metropolitana di Milano e ai comuni limitrofi della Provincia di Monza e Brianza e della Città Metropolitana di Milano.
Monza è servita inoltre da diverse autolinee extraurbane a lunga percorrenza e navette aeroportuali o di altro tipo.

### Aeroporti
Da Monza è possibile raggiungere i principali aeroporti lombardi. Il più vicino è Milano Linate, poi l'aeroporto di Orio al Serio e infine Milano Malpensa.

### Sharing
Da luglio 2020 su tutto il territorio di Monza (compreso il parco) sono a disposizione circa 500 monopattini e biciclette elettriche free floating. Sono gestiti dalle due società Lime e Dott.
A Monza è disponibile il noleggio di veicoli a breve termine. Il servizio è gestito da E-vai Car Sharing e Ubeeqo.

## Amministrazione

### Suddivisioni amministrative
Monza è organizzata amministrativamente in cinque circoscrizioni:
- Circoscrizione 1, comprendente i quartieri Centro, San Gerardo e Libertà;
- Circoscrizione 2, comprendente Cederna, Sobborghi, Sant'Albino e Regina Pacis;
- Circoscrizione 3, comprendente San Rocco e Sant'Alessandro;
- Circoscrizione 4, comprendente San Giuseppe, San Carlo, Triante e San Fruttuoso;
- Circoscrizione 5, comprendente San Biagio e Cazzaniga.

### Ministeri
Nel luglio 2011, nel 150º anniversario dell'Unità d'Italia, all'interno della Villa Reale furono decentrate le sedi di rappresentanza di due ministeri e di tre dipartimenti della Presidenza del Consiglio dei ministri:
- Ministero dell'economia e delle finanze,
- Ministero dello sviluppo economico,
- Dipartimento per le riforme istituzionali,
- Dipartimento per la semplificazione normativa,
- Dipartimento per lo sviluppo e la competitività del turismo.

Queste sedi furono quasi subito rese inattive da una sentenza della magistratura. Furono definitivamente soppresse dal governo Monti.

### Gemellaggi
- Indianapolis
- Praga

## Sport
- Atletica

Storico centro sportivo per la pratica dell'atletica è la "Società ginnastica monzese Forti e Liberi", nell'odierno viale Cesare Battisti 30, la cui data di fondazione risale al 1878. La sua storia è legata all'attentato al re Umberto I (29 luglio 1900). La Forti e Liberi ha formato generazioni di atleti, alcuni dei quali di livello nazionale, mondiale e olimpico, come Ernesto Ambrosini, Franco Tognini, Armando Sardi ed Ettore Perego.
- Calcio

L'Associazione Calcio Monza, squadra principale della città che milita in Serie B (40 partecipazioni nella stessa categoria) e con 3 stagioni disputate in Serie A (massima serie), gioca nell'impianto dell'U-Power Stadium in via Tognini. Conosciuto come stadio Brianteo e inaugurato nel 1988 ha sostituito lo stadio Gino Alfonso Sada, situato in via Guarenti, con terreno in erba sintetica, che oggi ospita le partite della Fiammamonza (Categoria Eccellenza), la squadra di calcio femminile della città campione d'Italia 2005-2006. Ci sono anche altre squadre di calcio affiliate FIGC in città: La Dominante (Prima Categoria), Ges Monza 1946, Gerardiana, Juvenilia (Prima Categoria), Pro Victoria, Città di Monza, Santalbino, San Fruttuoso e San Rocco.
- Ciclismo

Giro d'Italia

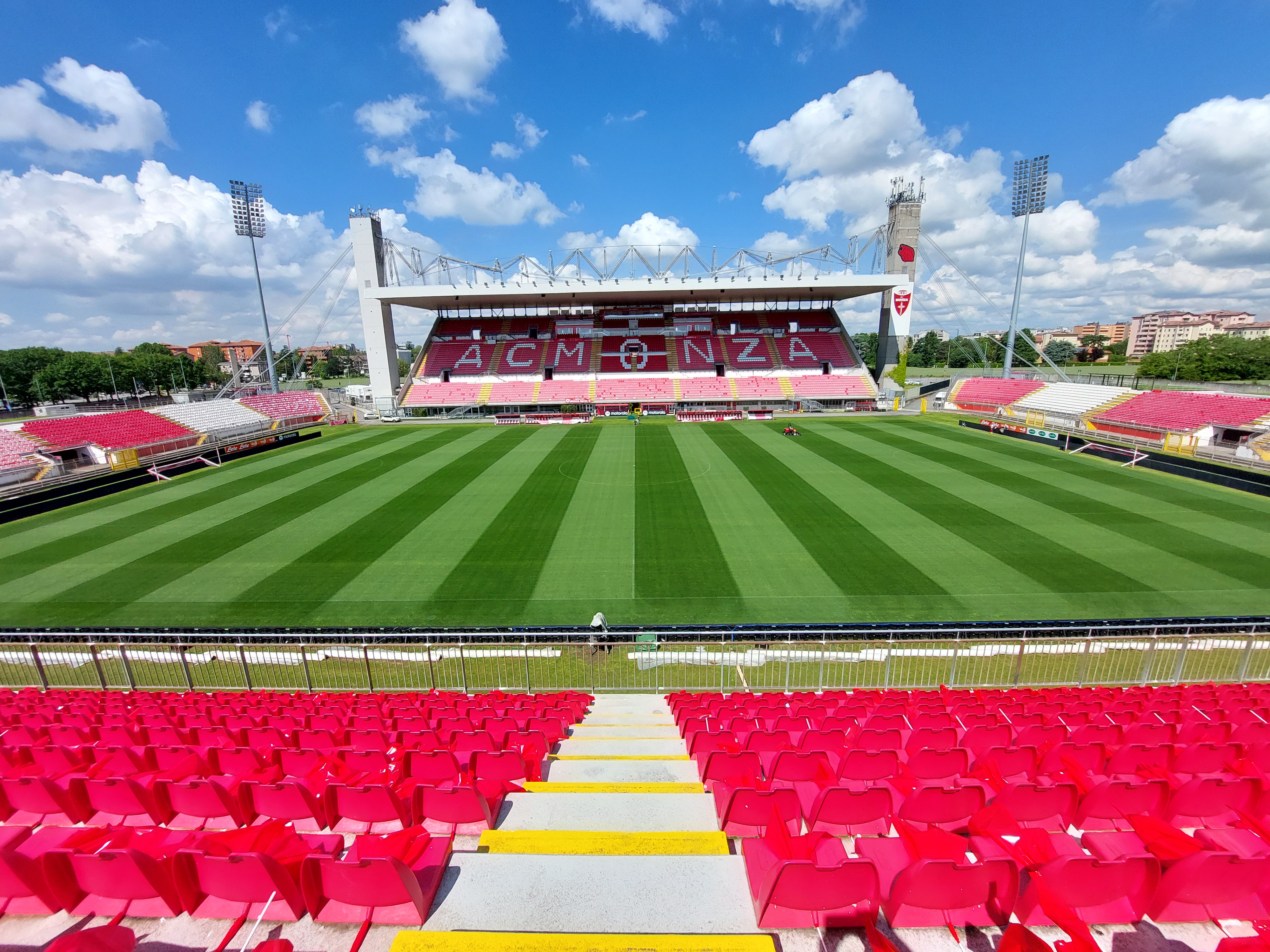
Stadio Brianteo

Monza è stata sede di arrivo finale del Giro d'Italia nell'edizione del 1949, con il traguardo del 12 giugno posto nell'Autodromo nazionale, dove si concluse l'ultima tappa proveniente da Torino con la vittoria di Giovanni Corrieri e successo finale di Fausto Coppi.
In totale, la città è stata sede di tappa della "Corsa Rosa" in tre occasioni (due partenze e un arrivo).
- Automobilismo

L'autodromo nazionale di Monza situato al nord della città ospita l'annuale gara di Formula 1, Formula 2, Formula 3 e, come competizioni secondarie, anche alcune gare di Superbike. L'autodromo è uno dei più antichi nella storia dell'automobilismo essendo stato aperto nel 1922. L'attuale tempo record è stato stabilito nel 2020 da Lewis Hamilton su Mercedes W12.
- Pallavolo

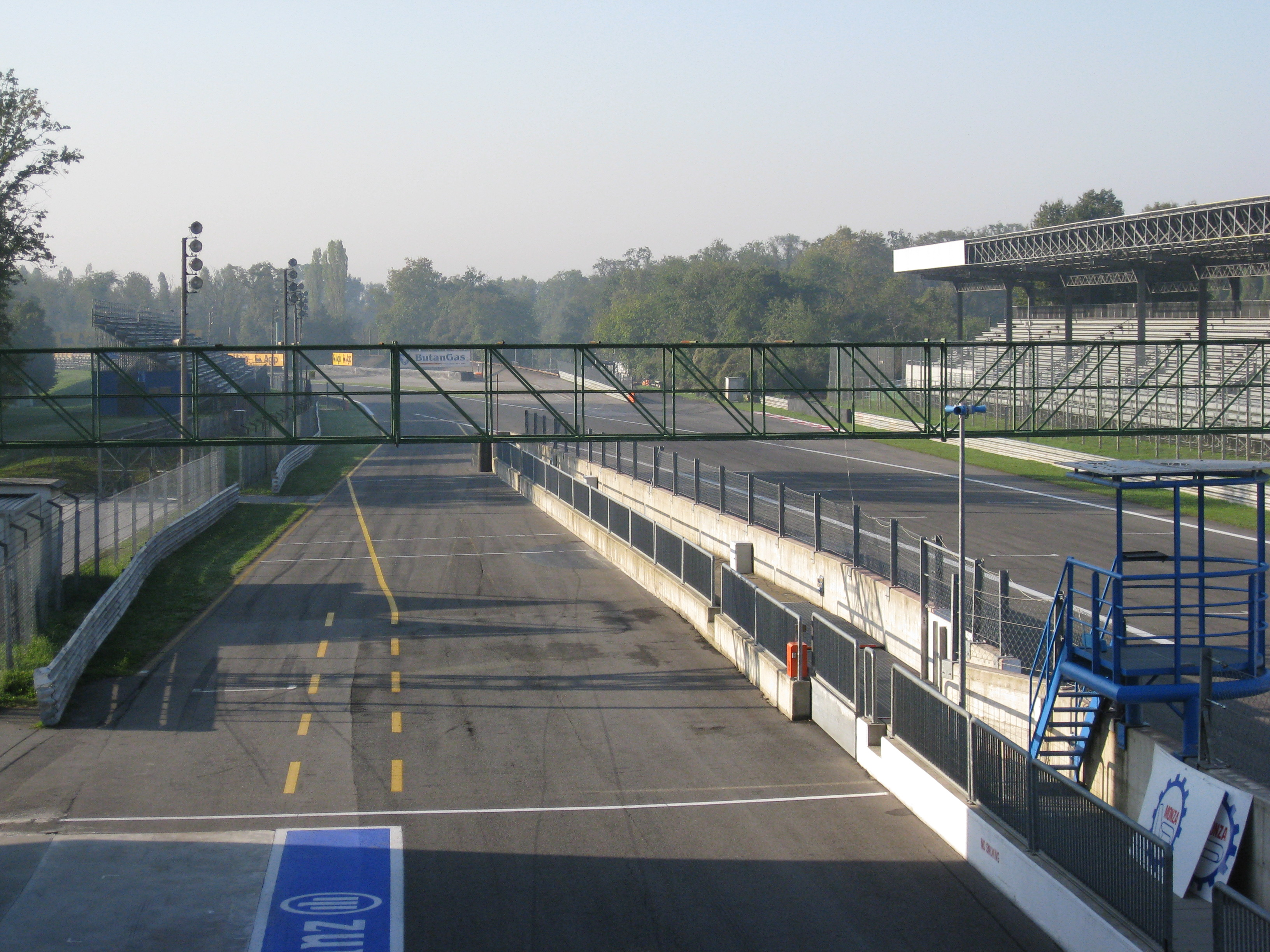
Autodromo nazionale di Monza

Il Vero Volley (pallavolo maschile) in Superlega e l'U.S. Pro Victoria Monza (pallavolo femminile) in Serie A1, entrambe nella massima divisione, disputano le gare interne nell'Arena di Monza in viale Stucchi.
- Hockey su pista

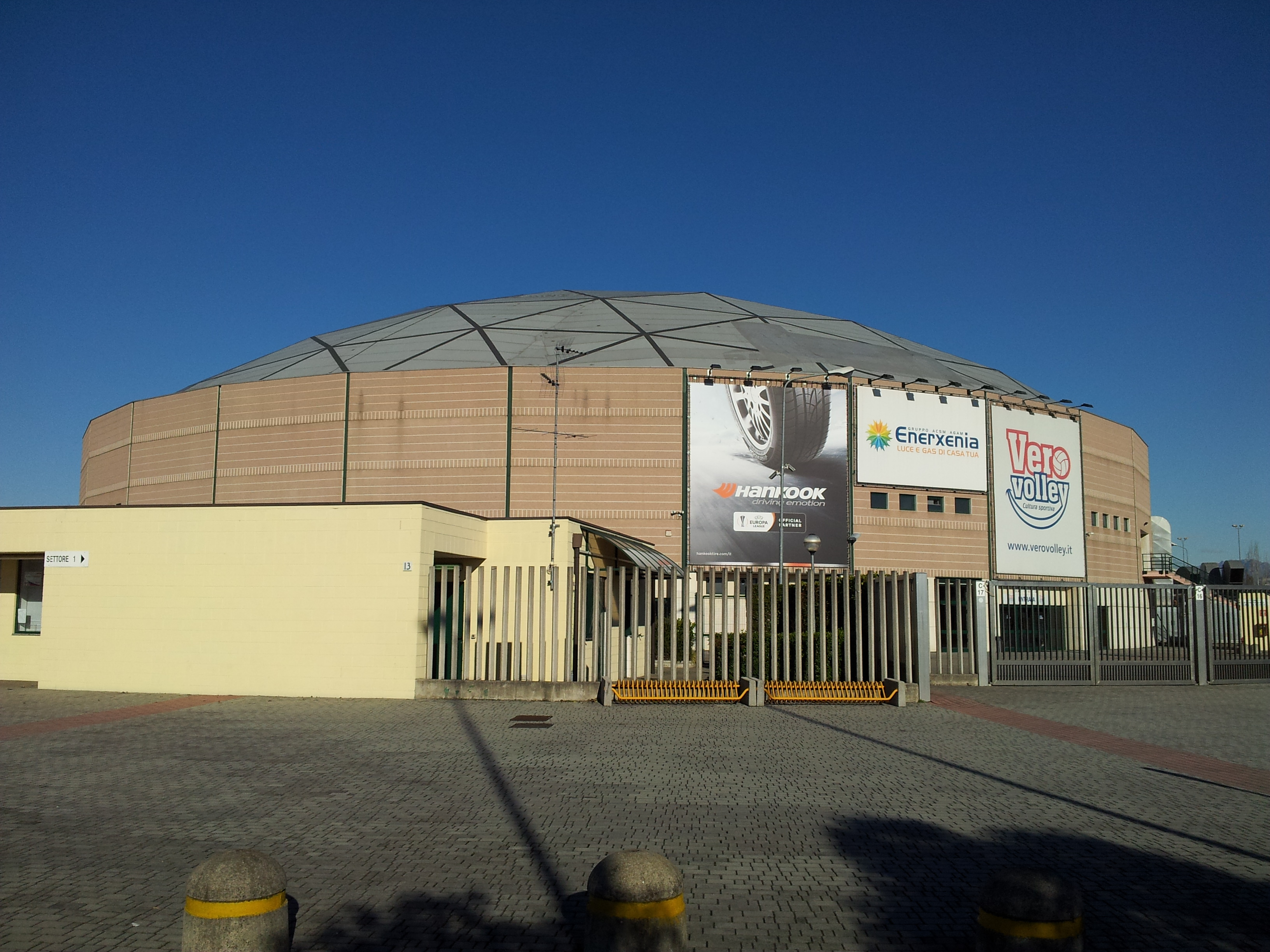
Arena di Monza

L'Hockey Roller Club Monza, milita nel maggiore campionato di Serie A1 e disputa le gare interne al PalaSomaschini di Seregno. In precedenza il campo da gioco era il PalaRovagnati di Biassono.
- Equitazione

Nel parco è possibile la pratica dell'equitazione.
- Golf

All'interno del parco è presente un campo di golf a trentasei buche.
- Pallacanestro

Il basket a Monza è rappresentato dalla Forti e Liberi, che gioca nel piccolo palazzetto di viale Cesare Battisti, militante nel campionato della Serie D e dalla Gerardiana Basket, che gioca nel Centro Sportivo Comunale NEI, sempre in serie D.
- Polo

La pratica di questo sport si effettua all'interno del parco, in prossimità della zona dedicata all'equitazione.
- Rugby

Il Rugby Monza, la cui squadra femminile ha vinto il campionato italiano di Serie A nella stagione sportiva 2013/14 gioca nel campo di via Rosmini.
- Scherma

La città è dotata anche di un centro (Promelit) per la pratica della scherma nelle sue varie specialità.
- Sport acquatici

Fino alla stagione 2014-2015 ha giocato a Monza, nel campionato di serie A1 di pallanuoto maschile, la società Sport Management, presso la piscina Pia Grande di via Murri.
Presso il centro natatorio di Sant'Albino il Nuoto Club Monza è il riferimento per la pratica di tutti i principali sport acquatici: pallanuoto, nuoto e syncro.
- Subacquea e apnea

Dal 1977 (anno di fondazione) riferimento nell'insegnamento della disciplina subacquea e dell'apnea è la Ferrea Sub Monza, società affiliata F.I.P.S.A.S. e riconosciuta dal C.O.N.I. con sede in corso Milano 39.
Con l'obiettivo di promuovere l'avanzamento delle conoscenze e della ricerca nell'ambito della biologia marina e nella salvaguardia del mare, ogni anno (con il supporto di Tethys Research Institute, Federazione Italiana Pesca Sportiva Attività Subacquee e Nuoto Pinnato, TEMC DE-OX Zerodive e di ASSOSUB) organizza il "Premio Majorca", dedicato alla memoria della campionessa Rossana Majorca, recordista mondiale nell'immersione sportiva in apnea, nonché figlia del grande Enzo, prematuramente scomparsa il 6 gennaio 2005. Il premio ha ottenuto l'alto Patrocinio della Marina Militare.
- Tennis

Nel recinto del parco, con accesso da via Boccaccio, è il Circolo del Tennis.
- Tiro a segno

In via Ticino si trova il tiro a segno nazionale.

### Impianti sportivi

#### Piscine
- Centro natatorio (piscina coperta comunale), via Murri 23
- Overseas (piscina coperta e scoperta), via Pitagora
- Piscina comunale (piscina scoperta comunale), c/o Autodromo - Parco di Monza
- Piscina Collegio Villoresi (piscina coperta), via Monti e Tognetti 10
- Mirtillo Baby & Fitness Club (piscina coperta), via Canova 19
- Rondò dei Pini (piscina coperta), via Casanova 5
- N.E.I. (piscina coperta comunale), via Enrico da Monza 6